# Iga Świąteková
Iga Natalia Świąteková (nepřechýleně: Świątek, výslovnost: [ˈiɡa ˈɕfʲɔntɛk]IPA, * 31. května 2001 Varšava) je polská profesionální tenistka. V letech 2022–2024 byla světovou jedničkou ve dvouhře. Poprvé se jí stala v dubnu 2022 ve 20 letech, jako vůbec první polský tenista i první hráč narozený ve 21. století bez rozdílu soutěže. Ve dvou obdobích na vrcholu strávila 125 týdnů, což ji zařadilo na sedmé místo historických statistik. Na grandslamu vyhrála French Open 2020, 2022, 2023 i 2024 a také US Open 2022 a Wimbledon 2025. Na French Open 2020 se stala prvním polským vítězem grandslamové dvouhry a v devatenácti letech nejmladší šampionkou Roland-Garros od Nadala v roce 2005. 
Ve své dosavadní kariéře na okruhu WTA Tour vyhrála čtyřiadvacet singlových turnajů. Na okruhu ITF vybojovala sedm titulů ve dvouhře. Na olympijských hrách 2024 v Paříži získala pro Polsko historicky první tenisovou medaili, když v souboji o bronz porazila Slovenku Annu Karolínu Schmiedlovou.
Na žebříčku WTA byla ve dvouhře nejvýše klasifikována v dubnu 2022 na 1. místě a ve čtyřhře v únoru téhož roku na 29. místě. Od října 2024 ji trénuje Belgičan Wim Fissette. V letech 2022–2024 tuto funkci zastával Polák Tomasz Wiktorowski. V letech 2016–2021 tuto roli plnil Piotr Sierzputowski. Spolupracuje také s psycholožkou Dariou Abramowiczowou.
V juniorském tenise dovedla polský tým k trofeji v juniorském Fed Cupu 2016 a po vítězství nad Leonií Küngovou vyhrála dvouhru ve Wimbledonu 2018. S Caty McNallyovou ovládla čtyřhru French Open 2018 a z Letní olympiády mládeže 2018 v Buenos Aires si odvezla deblové zlato po boku Kaji Juvanové. Na túře WTA debutovala v sezóně 2019, kdy si zahrála první finále na Ladies Open Lugano a postoupila do osmifinále French Open. Bodový zisk ji v osmnácti letech posunul do elitní světové padesátky a po triumfu na French Open 2020 do první desítky. Po završení kariéry Bartyové se v dubnu 2022 stala světovou jedničkou. V roce 2022 vytvořila 37výhrami nejdelší šňůru neporazitelnosti 21. století. Na French Open 2023 se připojila k Selešové a Ósakaové, které jako jediné před ní v otevřené éře vyhrály úvodní čtyři grandslamová finále kariéry.
Praktikuje celodvorcový tenis. V roce 2022 se stala hráčkou roku WTA i mistryní světa ITF a jako první tenista od roku 1937 byla vyhlášena Sportovcem roku Polska. V roce 2023 ji časopis Time zařadil, jako jednoho ze šesti sportovců, na seznam 100 nevlivnější lidí světa. Otec Tomasz Świątek je bývalý veslař a sedmý z párové čtyřky na Letních olympijských hrách 1988 v Soulu.

## Soukromý život
Narodila se roku 2001 v polské metropoli Varšavě do rodiny Doroty a Tomasze Świątekových. Otec je bývalý veslař, olympionik z párové čtyřky na Letních olympijských hrách 1988 v Soulu. Matka je ortodontistka. O tři roky starší sestra Agata se stala posluchačkou stomatologie na Lékařské fakultě v Lublinu. Otec obě dcery vedl k rozvoji soutěživého ducha a preferoval výběr individuálních sportů, které vyžadovaly větší odpovědnost za výsledek. Agata Świąteková závodně plavala, ale po potížích začala hrát tenis. Jako patnáctiletá vstoupila během roku 2013 na juniorský okruh ITF. Pokračující zdravotní komplikace však zabrzdily její kariérní vývoj. Iga ji na tenisové dvorce následovala, s cílem sestru porazit. Od žákovských let trénovala ve varšavském klubu Mera, z něhož ve čtrnácti letech přestoupila do Legie Varšava.

## Juniorská kariéra

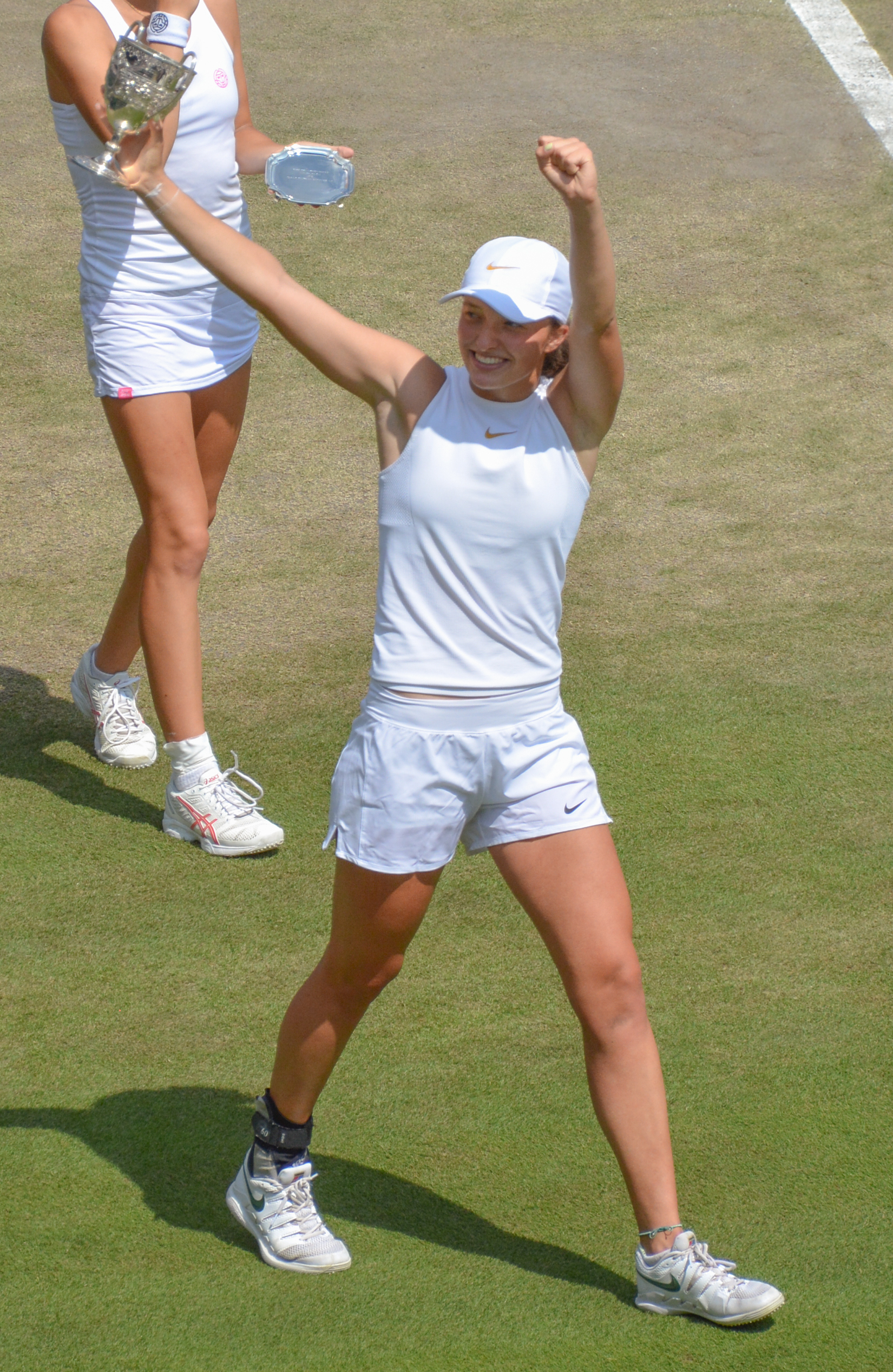
S pohárem z juniorky Wimbledonu 2018

Na juniorském kombinovaném žebříčku figurovala nejvýše v březnu 2019 na 5. místě. Na juniorském okruhu ITF debutovala jako třináctiletá v roce 2015, kde během dubna a května ovládla dva turnaje čtvrté kategorie v řadě. Před koncem sezóny 2015 začala hrát soutěže druhé kategorie. V roli poražené finalistky skončila v singlu i deblu Czech Junior Open. Grandslamovou premiéru prožila na French Open 2016, kde postoupila do čtvrtfinále dvouhry i čtyřhry. Následně získala trofej na Canadian Open Junior Championships z první kategorie, po finálové výhře nad Srbkou Olgou Danilovićovou.
Tituly z dvouhry i čtyřhry si odvezla z turnaje první kategorie Traralgon Junior International 2017. Přestože na úvod Australian Open 2017 vypadla, v melbournské čtyřhře postoupila s krajankou Majou Chwalińskou do prvního finále grandslamu. V něm Polky podlehly kanadské dvojici Bianca Andreescuová a Carson Branstineová. Poté si na italském Trofeo Bonfiglio poprvé zahrála finále dvouhry v nejvyšší kategorii A. V boji o titul však nenašla recept na Rusku Jelenu Rybakinovou. Sezóna pro ni předčasně skončila po čtvrtfinálové účasti na French Open 2017, když podstoupila operaci pravého hlezna. Rekonvalescence si vyžádala dalších sedm měsíců.
Přestože v roce 2018 odehrála jen dva grandslamy a další tři singlové soutěže, představovalo její zakončení juniorské dráhy nejkvalitnější sezónu. Na okruh se vrátila po roční absenci antukovým French Open 2018, kde ji v semifinále vyřadila americká deblová spoluhráčka Caty McNallyová. V pařížské čtyřhře získala s Američankou grandslamovou trofej po zvládnutém utkání proti Japonkám Juki Naitové a Nahó Satové. O měsíc později triumfovala jako čtvrtá Polka ve dvouhře travnatého Wimbledonu 2018. Z pozice nenasazené hráčky na úvod zdolala americkou turnajovou jedničku Whitney Osuigweovou, s níž v turnaji ztratila jediný set. V boji o titul přehrála Švýcarku Leonii Küngovou.
Mezi juniorkami naposledy startovala na říjnových Letních olympijských hrách mládeže 2018 v Buenos Aires.

## Profesionální kariéra

### 2016–2018: Neporažena v sedmi finále ITF

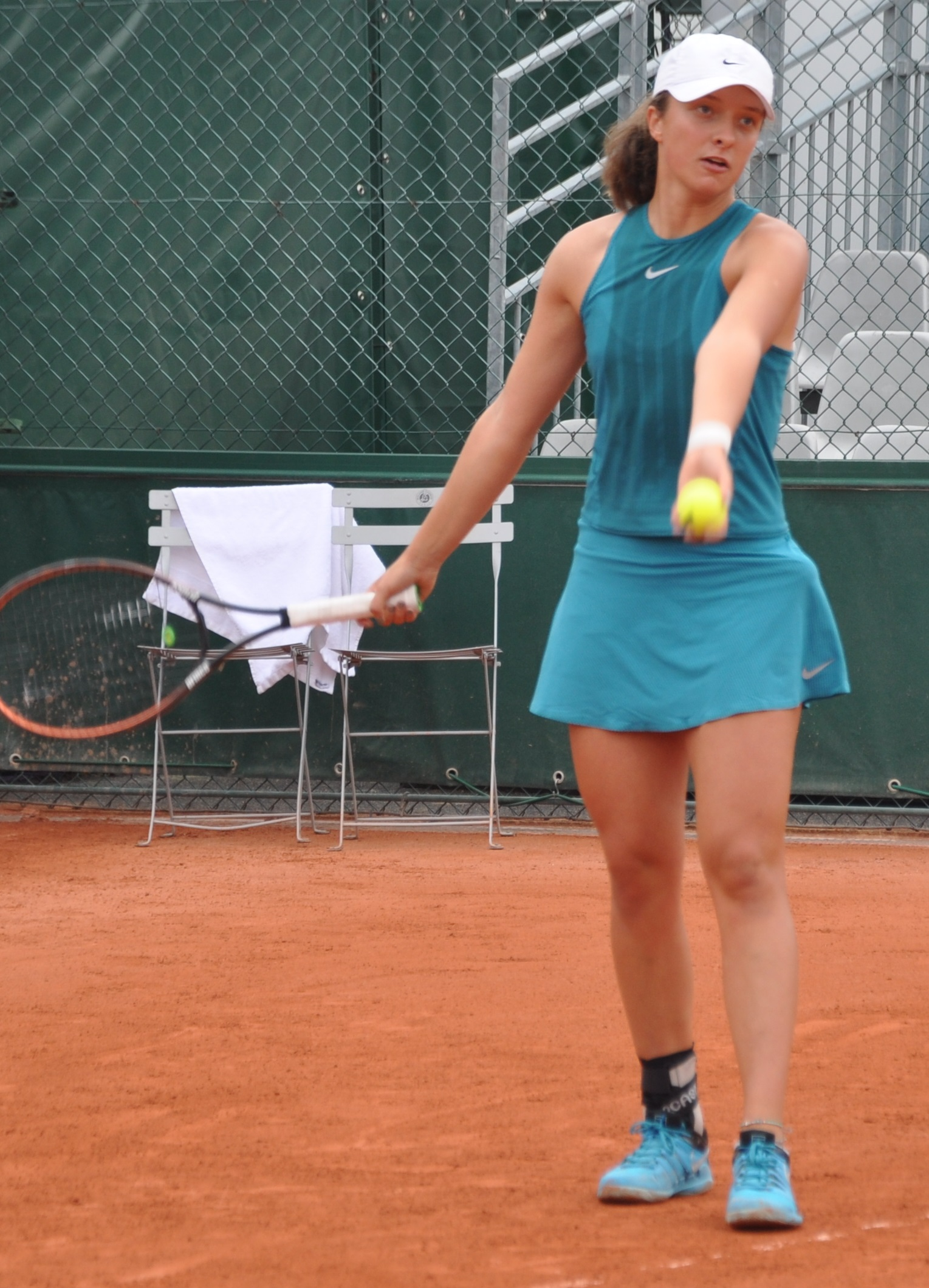
Na juniorce French Open 2018 si zahrála semifinále

V rámci hlavních soutěží událostí okruhu ITF debutovala v říjnu 2016, když na turnaji ve Stockholmu s dotací 10 tisíc dolarů postoupila z dvoukolové kvalifikace. Ani v navazující dvouhře nenašla přemožitelku a po finálovém vítězství nad Rumunkou Laurou-Ioanou Andreiovou celý turnaj vyhrála. Na túře ITF, kde pravidelně hrála do závěru sezóny 2018, zvítězila ve všech sedmi singlových finále. Úvodní tři trofeje získala v patnácti letech. Čtvrtý pelhamský triumf z února 2018 zaznamenala po sedmiměsíční absenci na okruhu po zranění. Po juniorské wimbledonské výhře v červenci 2018 neodcestovala na americký kontinent a zůstala v Evropě. Souběžně se čtrnáctidenním US Open ovládla dvě události ITF, NEK Ladies Open v Budapešti a švýcarský Montreux Ladies Open. V semifinále druhé z nich vyřadila nejvýše nasazenou Kolumbijku Marianu Duqueovou Mariñovou, jíž na žebříčku patřila stá dvacátá příčka. Jednalo se o její poslední dva turnaje ITF v kalendářním roce. Bodový zisk ji poprvé posunul mezi elitní světovou dvoustovku, když se v polovině září posunula z 298. na 180. místo žebříčku. V celé sezóně 2018 prožila strmý vzestup z lednové 727. pozice až na 174. konečnou příčku.

### 2019: První finále WTA a členka Top 50
Sezónu otevřela aucklandskou kvalifikací ASB Classic, v jejímž závěrečném třetím kole podlehla Slovence Janě Čepelové. Debut v hlavní soutěži okruhu WTA Tour přišel v grandslamové dvouhře Australian Open. Po zvládnuté tříkolové kvalifikaci, kde v posledním utkání přehrála Američanku Daniellu Laovou, vyhrála první kolo dvouhry nad světovou dvaaosmdesátkou Anou Bogdanovou z Rumunska. Ve druhé fázi však získala jen dva gemy na Italku Camilu Giorgiovou. Do první hlavní soutěže mimo grandslam nastoupila o měsíc později na únorovém Hungarian Ladies Open. Po průchodu kvalifikačním sítem dohrála ve druhém kole na raketě nejvýše nasazené pozdější šampionky Alison Van Uytvanckové.

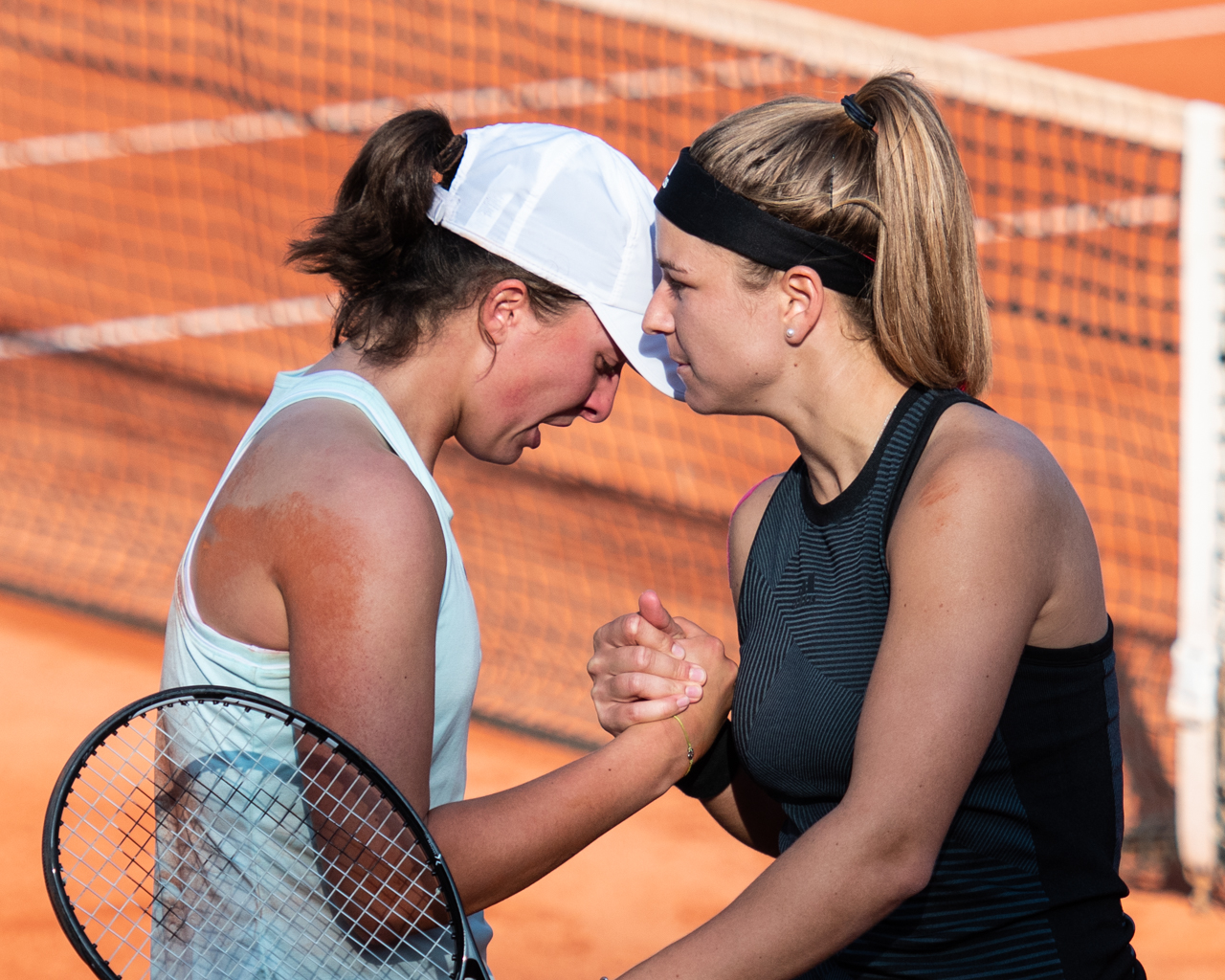
Iga Świąteková po prohře v úvodním kole Prague Open 2019 s Karolínou Muchovou

Do premiérového finále na túře WTA se probojovala v sedmnácti letech na antukovém Ladies Open Lugano 2019. Ve druhém kole poprvé vyřadila členku elitní světové padesátky, třetí nasazenou Slovenku Viktórii Kužmovou a poté běloruskou turnajovou osmičku Věru Lapkovou. V semifinále deklasovala Češku Kristýnu Plíškovou, jíž dovolila uhrát jediný gem. Povedené zkrácení Polky křižným slajsovaným forhendem se ve fanouškovské anketě WTA stalo úderem roku 2019. V boji o titul však nenašla recept na 28letou Slovinku Polonu Hercogovou po třísetovém průběhu. Bodový zisk ji poprvé v kariéře posunul do elitní světové stovky žebříčku. V jeho vydání z 15. dubna 2019 figurovala na 88. příčce, kam postoupila ze 115. místa. Antukovou část uzavřela osmifinálovou účastí na French Open. Ve druhé fázi vyřadila šestnáctou hráčku pořadí Wang Čchiang, čímž dosáhla první výhry nad členkou světové dvacítky. Její cestu turnajem poté ukončila obhajující Simona Halepová, figurující na třetí příčce.
Travnatou sezónu zahájila na Nature Valley Classic v Birminghamu. Po kvalifikační soutěži nezvládla vstup do dvouhry proti Lotyšce Jeļeně Ostapenkové ze čtvrté světové desítky. Na úvod kvalifikace eastbournského Nature Valley Classic utržila „kanára“ od Australanky Samanthy Stosurové a zamířila do All England Clubu. V prvním kole Wimbledonu však ve dvou setech podlehla osmdesáté první ženě klasifikace Viktorijí Golubicové ze Švýcarska. Letní severoamerickou sezónu na betonech rozehrála washingtonským Citi Open, kde ji ve druhém zápase zastavila Američanka Jessica Pegulaová. Další týden na torontském Rogers Cupu vyřadila osmnáctou hráčku žebříčku Caroline Wozniackou, než ji přehrála japonská světová dvojka Naomi Ósakaová. Po úvodním vítězství nad členkou světové třicítky Caroline Garciaovou, na cincinnatském Western & Southern Open, podlehla dvacáté v pořadí Anett Kontaveitové z Estonska. Bodový zisk ji po srpnovém turnaji premiérově posunul do elitní padesátky hráček. Závěrečným turnajem roku se pro ni stal newyorský grandslam US Open, na němž nestačila na jedenáctou ženu klasifikace Anastasiji Sevastovovou z Lotyšska, ačkoli získala úvodní set. Následně podstoupila operaci nohy a sezónu zakončila jako členka první sedmdesátky žebříčku.

### 2020: Vítězka French Open a posun do světové dvacítky
Sezónu zahájila lednovým Australian Open, kde ve druhém utkání vyřadila 31letou Španělku Carla Suárezovou Navarrovou, která v Melbourne Parku odehrála svůj poslední zápas. Přes chorvatskou světovou dvacítku Donnu Vekičovou prošla do osmifinále, v němž svedla třísetovou bitvu trvající 2.42 hodiny s třicátou první hráčkou žebříčku Anett Kontaveitovou. V rozhodující sadě již soupeřka vedla 5–1 na gemy. Ve formě hrající Polka však dokázala srovnat na 5–5, aby poté o servis znovu přišla. V utkání měla nižší 37% úspěšnost proměňování brejkbolů oproti 64 % Estonky (9 ze 14). Vekićovou opět porazila na únorovém Qatar Total Open, než ji ve druhém kole vystavila stopku Ruska Světlana Kuzněcovová. Jednalo se o její poslední turnaj před pětiměsíčním přerušením sezóny kvůli koronavirové pandemii. Po srpnovém obnovení okruhu ji na úvod Western & Southern Open v newyorském centru Billie Jean Kingové zdolala Američanka Christina McHaleová z konce první světové stovky. Přes Sachii Vickeryovou, hrající na divokou kartu, postoupila do třetího kola US Open. V něm však nenašla recept na pozdější běloruskou finalistku Viktorii Azarenkovou.
Přípravu na pařížský grandslam, římský Internazionali BNL d'Italia, opustila již v prvním kole po porážce od nizozemské kvalifikantky Arantxy Rusové. Na cestě do semifinále French Open, výjimečně přesunutého do zářijového a říjnového termínu, postupně vyřadila obhájkyni finálové účasti a světovou devatenáctku Markétu Vondroušovou, Tchajwanku Sie Šu-wej, Kanaďanku z druhé světové stovky hrající na divokou kartu Eugenii Bouchardovou, světovou dvojku a turnajovou jedničku Simonu Halepovou, rovněž tak italskou kvalifikantku Martinu Trevisanovou. Mezi poslední čtveřicí hráček porazila stou třicátou první ženu klasifikace Nadiu Podoroskou z Argentiny. V rámci otevřené éry se jednalo o třetí pařížské semifinále dvou nenasazených tenistek. Zprůměrované žebříčkové postavení obou aktérek 92,5 bylo nejnižší hodnotou v historii semifinálových duelů Roland Garros. Za 1.24 hodiny ovládla finále proti 21leté Američance Sofii Keninové. Stala se tak prvním polským vítězem grandslamové dvouhry, stejně jako první šampionkou od Ostapenkové na French Open 2017, která získala premiérový titul WTA v kategorii grandslamu. Z pozice padesáté čtvrté hráčky žebříčku ovládla Roland Garros jako nejníže postavená tenistka, respektive představovala nejníže klasifikovanou grandslamovou šampionku od Sloane Stephensové na US Open 2017. Stala se také teprve sedmou nenasazenou vítězkou grandslamu v otevřené éře. Ve věku 19 let a 4 měsíců byla prvním šampionem grandslamové dvouhry narozeným ve 21. století bez rozdílu pohlaví i nejmladším pařížským vítězem od 18leté Moniky Selešové v roce 1992. V průběhu celé soutěže neztratila žádný set, což se naposledy předtím podařilo Justine Heninové v roce 2007. Navíc na ni žádná ze soupeřek neuhrála více než čtyři gemy na set a pět her na zápas. Celkově ztratila pouze 28 gemů, na turnajích velké čtyřky nejméně od 20 prohraných her Steffi Grafové na French Open 1988. Poslední předchozí polskou finalistkou grandslamu byla Agnieszka Radwańská ve Wimbledonu 2012 a jedinou na Roland Garros pak Jadwiga Jędrzejowská v roce 1939. Bodový zisk ji poprvé v kariéře posunul do světové dvacítky na 17. místo. Ve čtyřhře French Open se probojovala s Američankou Nicole Melicharovou do semifinále, v němž podlehly chilsko-americkým turnajovým čtrnáctkám Alexe Guarachiové a Desirae Krawczykové.

### 2021: Jediná osmifinalistka na všech grandslamech a triumfy v Adelaide a Římě

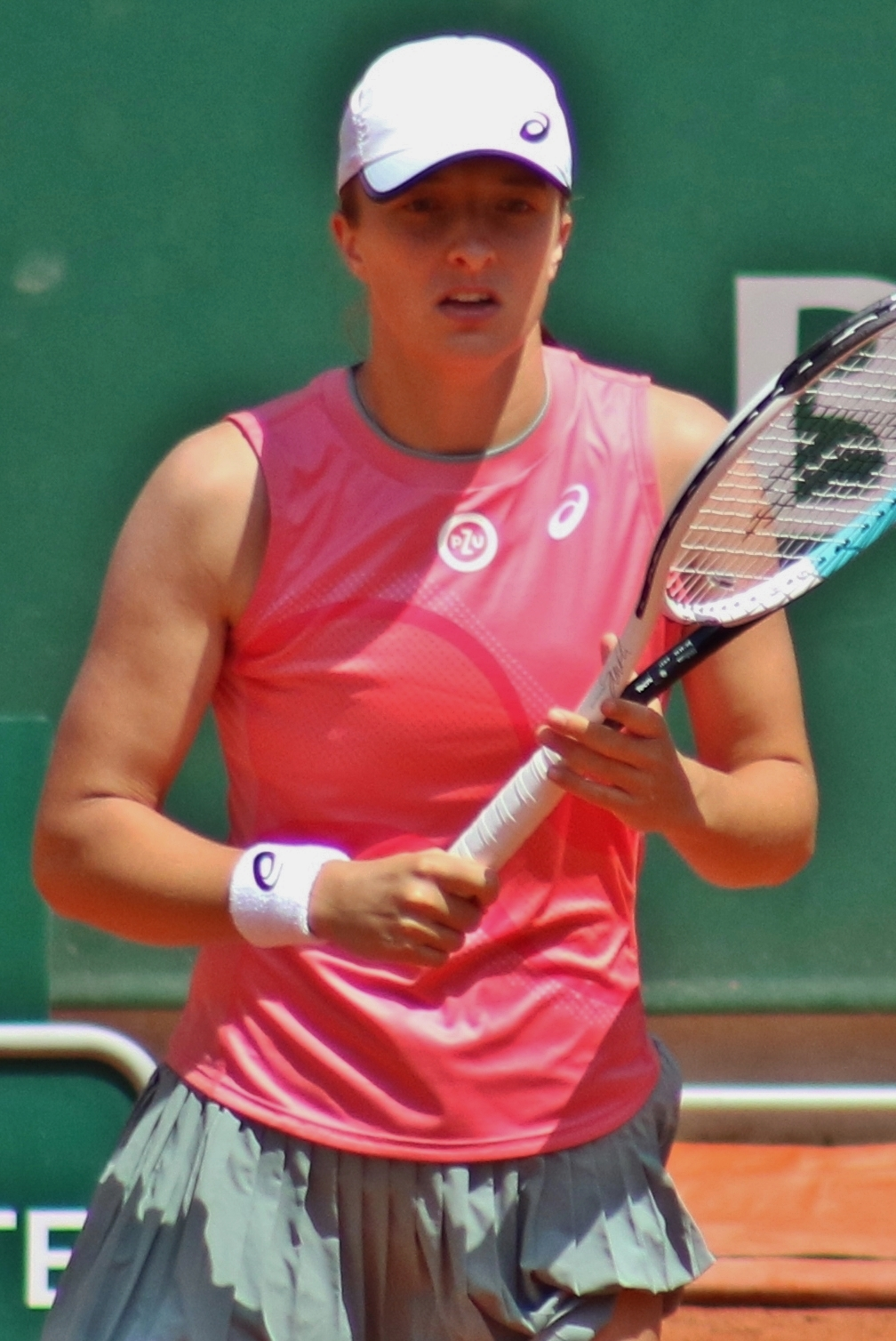
Na French Open 2021 plnila roli obhájkyně titulu. Ve čtvrtfinále však podlehla Marii Sakkariové.

Sezónu ovlivněnou koronavirovou pandemií zahájila únorovou přípravou melbournského grandslamu na Gippsland Trophy v Melbourne Parku. Po volném losu vyřadila Slovinku z počátku druhé světové stovky Kaju Juvanovou, než ji ve třetím kole zastavila devátá nasazená Ruska Jekatěrina Alexandrovová. Na Australian Open zopakovala výsledek z předchozího roku, když přes Francouzku Fionu Ferrovou, figurující na 46. místě, postoupila do osmifinále. V něm jí prohru z finále French Open 2020 oplatila světová dvojka Simona Halepová, přestože Polka získala úvodní set. Rumunka tak na grandslamu vyhrála stý zápas. Druhou kariérní trofej vybojovala na únorovém Adelaide International, když v celém turnaji, jako na vítězném French Open, neprohrála žádnou sadu. V soutěži ztratila pouze dvacet dva her. Do finále postoupila přes šedesátou první hráčku žebříčku Jil Teichmannovou a v boji o titul pak ztratila jen čtyři gamy se světovou dvanáctkou Belindou Bencicovou. Březnový Dubai Tennis Championships opustila ve třetí fázi, když pozdější šampionce Garbiñe Muguruzaové odebrala v hodinovém klání jen čtyři gamy. Ve třetím kole prohrála i na Miami Open po nezvládnutém utkání s Chorvatkou Anou Konjuhovou ze čtvrté světové stovky, jež se vracela na okruh po čtvrté operaci ramene.
Antukovou sezónu zahájila květnovým Mutua Madrid Open. Přes Alison Riskeovou a Lauru Siegemundovou postoupila do osmifinále, v němž ji vyřadila světová jednička Ashleigh Bartyová. Další týden získala třetí kariérní titul na římském Internazionali BNL d'Italia. Ve čtvrtém kole se ocitla na hraně vyřazení, když proti Barboře Krejčíkové v průběhu druhé sady odvrátila dva mečboly. Během jednoho dne nejdříve přehrála šestou hráčku klasifikace Elinu Svitolinovou a v semifinále pak americkou teenagerku Coco Gauffovou. V boji o titul za 46 minut deklasovala světovou devítku Karolínu Plíškovou, když ztratila jen třináct výměn. V následném vydání žebříčku WTA se premiérově posunula do první světové desítky, kterou uzavírala. Na Rome Masters se stala prvním šampionem, který finále vyhrál poměrem 6–0 a 6–0. Do čtvrtfinále French Open prošla bez ztráty setu. Dvouhru rozehrála v den 20. narozenin proti největší kamarádce na okruhu Kaje Juvanové. Poté přehrála Rebeccu Petersonovou, turnajovou třicítku Anett Kontaveitovou a ukrajinskou teenagerku Martu Kosťukovou. Trofej však neobhájila pro čtvrtfinálovou porážku od světové osmnáctky Marie Sakkariové. S Američankou Bethanií Mattekovou-Sandsovou postoupila v pařížské čtyřhře do finále, v němž podlehly Češkám Krejčíkové se Siniakovou.
Travnatou část roku zahájila na Viking International Eastbourne. Po zdolání Britky Heather Watsonové ji vyřadila Darja Kasatkinová ze čtvrté desítky žebříčku. Po zisku úvodní sady uhrála ve zbylém průběhu na Rusku pouze jeden game. Po ztrátě jediné hry s Irinou-Camelií Beguovou prošla do osmifinále Wimbledonu. V něm podlehla Tunisance Ons Džabúrové, která proměnila všech sedm brejkbolů.
Jedinou přípravou před newyorským grandslamem se stal srpnový Western & Southern Open v Cincinnati, kde po volném losu opět podlehla světové dvacítce Džabúrové. Výhrou ve třetím kole US Open nad Anett Kontaveitovou se stala jedinou tenistkou v sezóně, jež prošla do druhého hracího týdne na všech čtyřech grandslamech. Ve čtvrté fázi ji vyřadila světová dvanáctka a úřadující olympijská vítězka Belinda Bencicová, proti níž v tiebreaku úvodní sady nevyužila čtyři setboly a nakonec jej prohrála poměrem 12:14.
Ve druhé polovině září přijela na J&T Banka Ostrava Open v roli turnajové jedničky a s novým žebříčkovým maximem, 6. místem. Po výhrách na dvěma Kazaškami Putincevovou a Rybakinovou ji v semifinále zastavila Maria Sakkariová. V netradičním podzimním termínu odehrála turnaj v Indian Wells, kde ve čtvrtém kole nestačila na Lotyšku Jeļenu Ostapenkovou. Ve 20letech debutovala na Turnaji mistryň, ten roku hraném v mexické Guadalajaře. Ve skupině Chichén Itzá nestačila na Sakkariovou ani Sabalenkovou, a přestože na závěr ukončila 8zápasovou vítěznou šňůru Badosové, obsadila ve skupině poslední místo.

### 2022: Dominance na okruhu tituly z French Open, US Open i Sunshine Doublu a první singlová jednička zPolska

#### Úvodní mimoevropská část na tvrdém povrchu
Sezónu otevřela jako obhájkyně vítězství na Adelaide International, kde ji v semifinále vyřadila světová jednička Bartyová. Na Australian Open se pošesté za sebou na majoru probojovala mezi poslední šestnáctku. V osmifinále otočila noční souboj s Rumunkou Soranou Cîrsteaovou, aby na třetí pokus postoupila do svého prvního melbournského čtvrtfinále. V něm dokázala přehrát o šestnáct let starší Kaiu Kanepiovou, přestože Estonka vyhrála první sadu a ve druhé měla náskok brejku. V semifinále ji zastavila Američanka Danielle Collinsová, která v obou setech rychle odskočila na rozdíl dvou brejků. V prvním setu Świąteková dokázala ztrátu jednoho dohnat a odvrátit čtyři setboly, dějství už ale neotočila. Ve druhé sadě však Collinsová vedení udržela a zvítězila. Bodový zisk ji i přes prohru zajistil návrat na kariérní maximum, 4. místo.
Na Dubai Tennis Championships dohrála ve druhém kole na raketě pozdější vítězky Jeļeny Ostapenkové, když zápas rozhodla až zkrácená hra třetí sady. Čtvrtý kariérní titul a druhý z kategorie WTA 1000 si odvezla z Qatar TotalEnergies Open v Dauhá. Cestou turnajem porazila bez ztráty setu tři hráčky z první světové desítky – světovou dvojku Sabalenkovou ve čtvrtfinále a šestku Sakkariovou v semifinále. Ve finále deklasovala sedmou hráčku světa Anett Kontaveitovou, jíž povolila zisk pouhých dvou gamů. Ve vítězné šňůře pokračovala na velkých severoamerických podnicích BNP Paribas Open v Indian Wells a Miami Open. Na prvním z nich zvládla třikrát otočit nepříznivě se vyvíjejí utkání proti Kalininové, Tausonové i Kerberové, aby ve čtvrtfinále ztratila jedinou hru s Keysovou a jubilejní 10. výhru v řadě přidala triumfem nad Halepovou. Finálovou výhrou nad Marií Sakkariovou si zajistila premiérový posun na 2. místo žebříčku, kde vystřídala Krejčíkovou, a vyrovnala tak polské maximum Agnieszky Radwańské z roku 2012. Před startem miamského mastersu oznámila Bartyová ukončení profesionální kariéry a žádost o stažení ze světové klasifikace. Świąteková si výhrou ve druhém kole nad Viktorijí Golubicovou zajistila pozici první singlové světovou jedničkou z Polska i prvního takového hráče narozeného ve 21. století bez rozdílu soutěže. Ve 20 letech se stala nejmladší členkou světové desítky a nejmladší nastupující jedničkou od Caroliny Wozniacké, která byla o 216 dní mladší při uvedení do čela klasifikace. Cestou miamským turnajem neztratila žádný set, když jí nejvíce gamů odebrala v semifinále Jessica Pegulaová. V závěrečném boji o titul porazila 77. hráčku světa Naomi Ósakaovou, které ve druhém dějství uštědřila kanára. Po Grafové, Clijstersové a Azarenkové se stala čtvrtou a vůbec nejmladší ženou, která ovládla oba severoamerické mastery za sebou a zkompletovala tak tzv. Sunshine Double.

#### Jarní evropská antuková sezóna
Prvním turnajem v roli světové jedničky se stal stuttgartský Porsche Tennis Grand Prix. Po hladkých výhrách nad německou kvalifikantkou Evou Lysovou a osmou nasazenou Emmou Raducanuovou ztratila v semifinálové duelu s Ljudmilou Samsonovovou první sadu ve zkrácené hře, přestože v ní vedla již 4–1. Ruska tak ukončila sérii 28 získaných setů Świątekové, která trvala od osmifinále Indian Wells. Po více než třech hodinách boje však nakonec dokázala utkání otočit, přestože na konci třetího dějství podávala na setrvání v zápase. V boji o titul ale dominovala, když Aryně Sabalenkové povolila po dvou gamech v každém setu. Pro zranění ramene a potřebu regenerace se odhlásila z navazujícího Madrid Masters. Na římském Internazionali BNL d'Italia poprvé v kariéře obhájila trofej, kde si mezi poslední čtveřicí opět hladce poradila se Sabalenkovou. Ve finále oplatila dvě porážky z předchozí sezóny tuniské světové sedmičce Ons Džabúrové. V Římě se stala devátou tenistkou, která ovládla dva navazující ročníky a ve 20 letech třetí nejmladší. Po Agnieszce Radwańské se stala druhou Polkou s pěti triumfy z kategorie WTA 1000 včetně její předchůdkyně Premier Mandatory a 5. Jako druhá v této kategorii získala po Sereně Williamsové z roku 2013 alespoň čtyři trofeje v jediném kalendářním roce. Po Rome Masters měla již 37 sezónních výher, o jednu více než v celé sezóně 2021.
Druhý grandslam získala po dvou letech opět na antukovém French Open a znovu dominantním způsobem. V turnaji ztratila jediný set v prvním vzájemném utkání s 19letou Číňankou z osmé desítky žebříčku Čeng Čchin-wen, která si ve čtvrtém kole připsala úvodní dějství v tiebreaku. Poté však uhrála jen dva gamy. Nejvýše postavenou soupeřkou Polky se ve čtvrtfinále stala světová jedenáctka Jessica Pegulaová, které dovolila získat pět her. Do finále postoupila přes dvacátou v pořadí Darju Kasatkinovou po ztrátě jen tří gamů. Závěrečný duel proti 18leté teenagerce Coco Gauffové zvládla bez zaváhání, když jí Američanka z třetí světové desítky odebrala čtyři hry. Na Roland Garros tak jako desátá žena otevřené éry vyhrála více než jednu trofej. Ve 21 letech se stala nejmladší vícenásobnou grandslamovou šampionkou od druhého titulu 19leté Šarapovové na US Open 2006 a v Paříži čtvrtou takovou nejmladší po Selešové, Grafové a Evertové. Po skončení držela 35zápasovou neporazitelnost, jíž ve statistice od roku 2000 vyrovnala nejdelší šňůru Venus Williamsové ze sezóny 2000. Z předchozích 58 utkání jich vyhrála 56.

#### Wimbledon a letní severoamerické betony
Na trávě neodehrála před Wimbledonem žádný přípravný turnaj a přijížděla tak bez kariérní výhry na trávě nad hráčkou z první padesátky žebříčku. Londýnský major otevřela prvním zápasem úterního programu na Centre Courtu, tedy časem obvyklým pro obhájkyni titulu, jíž byla Bartyová, která však na jaře 2022 ukončila kariéru. Dvousetovou výhrou nad kvalifikantkou Fettovou a třísetovou nad šťastnou poraženou Lesley Pattinamou Kerkhoveovou protáhla sérii vítězství na 37 zápasů, čímž vytvořila nejdelší šňůru výher ve 21. století a dvanáctou nejdelší v otevřené éře. Ve třetím kola ji přehrála francouzská reprezentantka Alizé Cornetová.
Na druhém ročníku BNP Paribas Poland Open ve Varšavě, jehož organizování vedl otec Tomasz Świątek, se probojovala do čtvrtfinále přes krajanku Fręchovou a šťastnou poraženou Rumunku Leeovou. Z něho však odešla poražena od čtyřicáté páté ženy klasifikace Caroline Garciaové po třísetovém průběhu. Proti Francouzce svedla první vzájemný duel. První antuková porážka v sezóně znamenala ukončení její 18zápasové neporazitelnosti na tomto povrchu. Na letní severoamerické betony vstoupila torontským National Bank Open. Po volném losu ztratila ve druhém kole jen tři gamy s kvalifikantkou Ajlou Tomljanovićovou a proti Australance zopakovala výhru z roku 2019. Poté ji však vyřadila brazilská světová čtyřiadvacítka Beatriz Haddad Maiová ve třech sadách. Opět ve třetím kole dohrála i na cincinnatském Western & Southern Open, kde po zdolání Sloane Stephensové nestačila znovu na světovou čtyřiadvacítku, jíž v novém vydání žebříčku byla Madison Keysová. Američanka tak až na šestý pokus poprvé přehrála úřadující světovou jedničku.
Na US Open tak nepřijížděla v roli jednoznačně favoritky. Po hladkých výhrách v prvním týdnu musela otáčet osmifinálový proti Němce Jule Niemeierové. Stejně jako v Paříži na její raketě ve čtvrtfinále dohrála Pegulaová. Mezi poslední čtyřkou otočila nepříznivě se vyvíjející utkání se Sabalenkovou, proti níž prohrávala ve třetím setu 2–4, než získala zbylé čtyři gamy. Ve finále se utkala podruhé v probíhající sezóně s Džabúrová, kterou porazila ve dvou setech a získala třetí grandslamový titul. V 21 letech se stala nejmladší tenistkou se třemi grandslamovými tituly od 20leté Marie Šarapovové v roce 2008, a teprve devátou hráčkou v Open éře, která tak dokázala před dovršením 22. roku života. Druhým vítězství na majoru v roce se stala první hráčkou, která získala v jedné sezóně alespoň dva takové tituly, a to od Kerberové, jež tak zvládla v roce 2016, a první od Sereny Williamsové v roce 2013, která tak zvládla v Paříži a New Yorku. V žebříčku WTA si upevnila pozici v čele a poprvé překročila hranici 10 000 bodů.

#### Podzimní část v Ostravě, San Diegu a na Turnaji mistryň
Na ostravský AGEL Open přijela opět v pozici nejvýše nasazené. Do finále postoupila přes Tomljanovićovou, McNallyovou a světovou jedenadvacítku Jekatěrinu Alexandrovovou. V boji o titul však za 3:16 hodiny nestačila na další členku třetí desítky Barboru Krejčíkovou, přestože získala úvodní set. Češka tak ukončila její šňůru deseti finálových výher a po třech a půl letech jí přivodila druhou porážku v závěrečných duelech. Świąteková v sezóně prohrála teprve druhý z padesáti zápasů, v nichž ovládla úvodní sadu. Poprvé se to podařilo Ostapenkové na únorové dubajské události. Z Ostravy odletěla do Kalifornie, kde se navazující týden zúčastnila úvodního ročníku San Diego Open z kategorie WTA 500. Po volném losu vyřadila ve třech sadách šťastnou poraženou kvalifikantku Čeng Čchin-wen. Nezastavily ji ani dvě členky první světové desítky Coco Gauffová s Jessicou Pegulaovou. Každou z nich porazila počtvrté. Finále proti kvalifikantce z osmé světové desítky, Donně Vekićové, zvládla po třísetovém vítězství. Chorvatku tak zdolala i ve třetím vzájemném duelu. Jedenáctá kariérní trofej znamenala, že se stala první hráčkou od výkonu Sereny Williamsové ze sezóny 2013, která v jediném ročníku vyhrála alespoň osm turnajů a na konečném žebříčku překonala hranici 10 tisíce bodů.
Podruhé se kvalifikovala do dvouhry Turnaje mistryň, na závěrečný WTA Finals hraný ve Fort Worth. Ve skupinové fázi neztratila žádný set, když postupně vyhrála nad Darjou Kasatkinovou, pozdější šampionkou Caroline Garciaovou i Coco Gauffovou. Premiérově tak postoupila do semifinále, v němž po třísetovém průběhu nestačila na světovou sedmičku Arynu Sabalenkovou. Jednalo se již o pátý vzájemný duel obou soupeřek v probíhající sezóně, z něhož poprvé vyšla Běloruska vítězně. Sabalenková tím ukončila 15zápasovou neporazitelnost Polky proti členkám elitní světové desítky, která během roku 2022 vyhrála nejvyšší počet 67 zápasů na devět porážek. Druhá v pořadí, Ons Džabúrová, získala 47 výher.

### 2023: Třetí trofej na French Open a pokračující první období na čele žebříčku
Sezónu otevřela na úvodním ročníku australského turnaje smíšených družstev, United Cupu, kde polský výběr dovedla do semifinále. V základní skupině porazila Julii Putincevovou i Belindu Bencicovou a v městské baráži Martinu Trevisanovou. Přemožitelku našla až v semifinále, v němž uhrála jen čtyři gamy na světovou trojku Jessicu Pegulaovou. Američané zvítězili 5:0 na zápasy. Jako světová jednička vstoupila do čtvrtého grandslamu v řadě, melbournského Australian Open. Úvodními třemi koly prošla bez ztráty setu přes hráčky z druhé poloviny první světové stovky, Němku Jule Niemeierovou, Kolumbijku Camilu Osoriovou a Španělku Cristinu Bucșovou. V osmifinále její 10zápasovou neporazitelnost na grandslamu ukončila světová pětadvacítka a úřadující wimbledonská šampionka Jelena Rybakinová, která poprvé v kariéře porazila světovou jedničku.
Na únorovém Qatar TotalEnergies Open obhájila podruhé v kariéře titul a získala dvanáctou trofej. Ve svém zahajovacím zápase druhého kola povolila jednu hru Danielle Collinsové. Do čtvrtfinále nenastoupila Bencicová a v semifinále proti ní získala jediný game světová jedenáctka Veronika Kuděrmetovová. V závěrečném duelu ztratila jen tři hry se čtvrtou ženou klasifikace Pegulaovou. Na okruhu WTA Tour tím vytvořila rekord v nejnižším počtu ztracených her na cestě za titulem, do té doby držený Chris Evertovou, která na Indianapolis Championships 1974 prohrála gamů sedm. Před zavedením oficiálních statistik pak pět her ztratila také Suzanne Lenglenová ve Wimbledonu 1925. V dominantním výkonu pokračovala i na navazujícím Dubai Tennis Championships, kde jí Leylah Fernandezová, třináctá v pořadí Ljudmila Samsonovová a světová šestka Coco Gauffová na cestě do finále odebraly jen devět her. Tím vytvořila nový rekord kategorie WTA 1000, do té doby držený deseti prohranými gamy Sereny Williamsové při postupu do finále Rome Masters 2013. V dubajském boji o titul ji však podruhé za sebou přehrála třicátá hráčka žebříčku Barbora Krejčíková a srovnala bilanci vzájemných duelů na 2–2. Z patnácti finále na túře WTA odešla Polka teprve potřetí poražena, a vůbec poprvé v rámci šesti finále kategorie WTA 1000. Před obhajobou trofeje na Miami Open se z turnaje odhlásila pro bolest žeber po atace dráždivého kašle. Absentovala tak i v dubnové kvalifikaci Billie Jean King Cupu.
Jako obhájkyně titulu přijela na březnový BNP Paribas Open v Indian Wells. Do semifinále prošla bez ztráty setu, když postupně vyřadila Kanaďanku Biancu Andreescuovou, Britku Emmu Raducanuovou i Rumunku Soranu Cîrsteaovou. Poté ji však podruhé v sezóně zdolala Rybakinová. Kazachstánka tak jako první hráčka od roku 2019 porazila úřadující světovou jedničku více než jednou. Potřetí v kariéře obhájila Świąteková titul, když ovládla stuttgartský Porsche Tennis Grand Prix. Po volném losu zvládla duel s Číňankou Čeng Čchin-wen. Přes ztrátu úvodní sady se světovou sedmnáctkou Karolínou Plíškovou, ve zbytku utkání Češce dovolila uhrát už jen tři hry. Ve třetí výměně úvodního gamu semifinále si poranila levé lýtko světová čtyřka Ons Džabúrová, která jí duel skrečovala po třech odehraných gamech. V repríze finále předchozího ročníku opět porazila Arynu Sabalenkou a na Stuttgart Open udržela neporazitelnost. Bilanci vzájemných výher proti Bělorusce navýšila na 5–2. Naposledy předtím se první dvě tenistky světové klasifikace střetly ve finále Australian Open 2018 a v rámci antuky na French Open 2013. Výhry na Mutua Madrid Open nad rakouskou šťastnou poraženou Julií Grabherovou, Američankou Bernardou Peraovou, sedmnáctou ženou klasifikace Jekatěrinou Alexandrovovou a Chorvatkou Petrou Martićovou znamenaly postup do semifinále. Proti Martićové tak na túře WTA vyhrála devatenácté čtvrtfinále z jednadvaceti odehraných, když obě porážky přišly na preferované antuce Roland Garros 2021 a Poland Open 2022. V madridském semifinále ztratila pouze dva gamy se světovou třináctkou Veronikou Kuděrmetovovou a jako první hráčka od Selešové postoupila na úvodních 14 antukových turnajích kariéry alespoň osmkrát do finále. Selešové se to v letech 1989–1992 podařilo třináctkrát. V boji o titul ji čerstvou finálovou porážku ze Stuttgartu oplatila Sabalenková, které podlehla až ve čtvrtém vzájemném utkání na antuce. Od začátku sezóny 2022 nezvládla teprve druhý z 29 antukových zápasů. Jako dvojnásobná obhájkyně trofeje přijela na římský Internazionali BNL d'Italia. Během postupu do čtvrtfinále uštědřila dva „kanáry“ Anastasiji Pavljučenkovové vracející se na okruh po zranění kolena. Dvě hry proti ní uhrála Ukrajinka Lesja Curenková a také počtvrté v kariéře zdolala světovou čtyřiadvacítku Donnu Vekićovou, poprvé však na antuce. Po čtvrtém gamu rozhodující sady skrečovala čtvrtfinále šesté hráčce žebříčku Rybakinové pro zranění pravého stehna. Jednalo se o jejich první antukový duel, jímž na Italian Open skončila 14zápasová neporazitelnost Polky, čítající 25 vyhraných setů za sebou. Naposledy předtím v Římě prohrála sadu s Krejčíkovou ve třetím kole ročníku 2021. Kazachstánce, která se ujala vedení 3–1 na zápasy, podlehla v probíhající sezóně již potřetí.

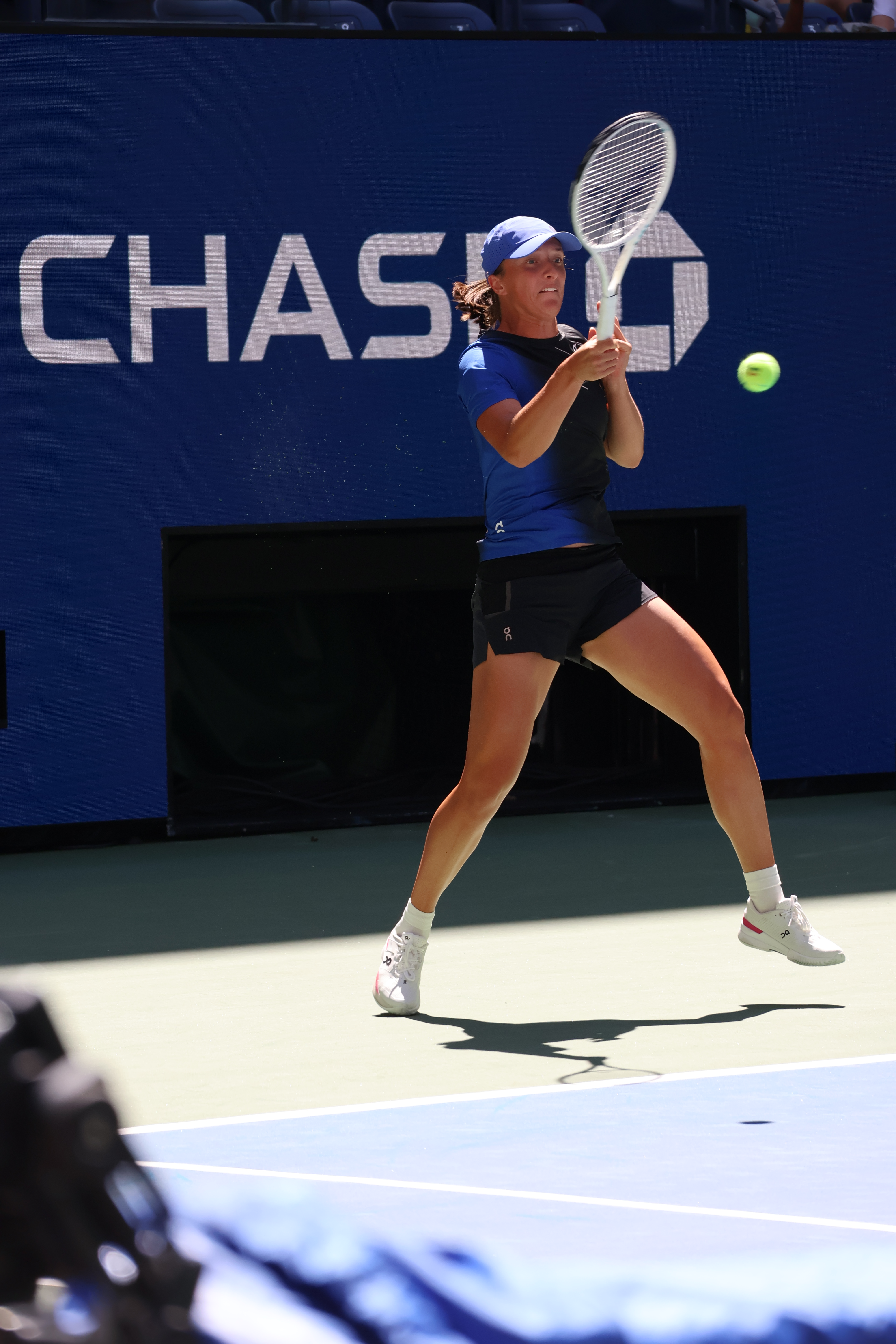
Na US Open 2023 přijela jako obhájkyně titulu

Na cestě do semifinále French Open ztratila pouze patnáct gamů, nejméně od Conchity Martínezové v roce 1995. V úvodních třech duelech se Španělkou Cristinou Bucșovou, Američankou Claire Liuovou a Číňankou Wang Sin-jü vyhrála čtyři ze šesti setů „kanárem“. S třinácti sety bez ztráty hry figurovala na čele sezónní statistiky. Při vedení 5–1 na gamy ji v úvodní sadě osmifinále skrečovala Ukrajinka Lesja Curenková pro virózu způsobující malátnost a horší dýchání. V repríze finále předchozího ročníku opět porazila Coco Gauffovou. Americká světová šestka se stala její jedinou soupeřkou z elitní světové desítky na turnaji. Ani v semifinále ji nezastavila čtrnáctá žena klasifikace, Brazilka Beatriz Haddad Maiová, která v tiebreaku druhého dějství neproměnila setbol. Jediný set na turnaji ztratila až ve finále se čtyřicátou třetí hráčkou světa Karolínou Muchovou. Do zápasu vstoupila dominantně, když se ujala vedení 6–2 a 3–0. Poté však převzala iniciativu Češka, která si ziskem druhé sady vynutila rozhodující set. V něm Muchová dvakrát nevyužila výhodu prolomeného podání ani následný brejkbol na vedení gamů 5–4. Świąteková po zvládnutém závěru třemi gamy v řadě získala čtvrtý grandslamový titul a třetí z French Open. Po Selešové a Ósakaové se tak stala třetí tenistkou otevřené éry, která vyhrála první čtyři grandslamová finále kariéry. Ve 22 letech a 10 dnech rovněž představovala nejmladší čtyřnásobnou šampionkou majoru od 21leté Sereny Williamsové na US Open 2002.
Na travnatém Bad Homburg Open postoupila přes Tatjanu Mariovou, Jil Teichmannovou a Annu Blinkovovou do semifinále. Před jeho rozehráním však odstoupila kvůli zažívacím potížím a zvýšené teplotě. Úvodními koly Wimbledonu prošla bez ztráty setu proti Ču Lin, Saře Sorribesové Tormové a světové devětadvacítce Petře Martićové. Po nezvládnuté úvodní sadě se čtrnáctou hráčkou žebříčku Belindou Bencicovou se v osmifinále ocitla na prahu vyřazení, když v závěru druhého dějství odvrátila dva mečboly. O postupu rozhodla prolomeným podáním ve čtvrté hře závěrečného setu. Stala se tak nejmladší tenistkou od Kuzněcovové z roku 2006, která zkompletovala čtvrtfinálové účasti na všech grandslamech. Poté však podlehla sedmdesáté šesté hráčce klasifikace Elině Svitolinové, která ukončila její čtrnáctizápasovou neporazitelnost. Roli favoritky zvládla na červencovém BNP Paribas Warsaw Open probíhajícím na tvrdém povrchu. Soutěží prošla bez ztráty sady, čímž získala první trofej na polské půdě. Do finále postoupila přes Belgičanku Yaninu Wickmayerovou. V něm pak ztratila jediný game s Němkou Laurou Siegemundovou z poloviny druhé světové stovky. Do montréalského National Bank Open vstoupila výhrami nad Češkami Karolínou Plíškovou a Muchovou, čímž si zajistila setrvání na čele žebříčku i po skončení turnaje. Nezastavila ji ani americká kvalifikantka Danielle Collinsová. V semifinále však nestačila na světovou trojku Jessicu Pegulaovou po třísetovém průběhu, která vyhrála třetí z osmi vzájemných zápasů.

### 2024: Čtvrtá trofej na French Open, olympijský bronz a dopingový nález
Na Australian Open zvládla úvodní kolo s bývalou šampionkou turnaje Sofií Keninovou, přestože soupeřka v prvním setu vedla o brejk a mohla sadu na svém podání dovést do vítězného konce. Na pokraji vyřazení se ocitla ve druhém kole, když Danielle Collinsová vedla ve třetím setu již 4–1 s náskokem dvou vyhraných podání. Ve třetí fázi prohrála s Češkou Lindou Noskovou.
Antukové jaro otevřela ve Stuttgartu, kde usilovala o třetí trofej v řadě. V semifinále však její 10zápasovou neporazitelnost na turnaji ukončila světová čtyřka Jelena Rybakinová. V Madridu ztratila cestou do finále jediný set, který jí ve čtvrtfinále odebrala Brazilka Beatriz Haddad Maiová. Ve finále v repríze finále posledního ročníku se světovou dvojkou Arynou Sabalenkovou. V něm po 3  hodinách a 11 minutách zvítězila, když o vítězce rozhodl až tiebreak třetího setu. V závěru rozhodující sady odvrátila tři mečboly. Bilanci vzájemných duelů navýšila na 7–3 a navýšila náskok v žebříčku WTA na zhruba 3,5 tisíce bodů. Získala dvacátý singlový titul na okruhu WTA Tour, devátý v kategorii WTA 1000 a zkompletovala výhru na všech velkých antukových turnajích. Zápas byl následně vyhlášen zápasem roku na okruhu WTA Tour 2024. Znovu se utkaly o dva týdny pozdě ve finále v Římě, kde tentokrát povolila Sabalenkové pouze pět her. Turnajem prošla bez ztráty sady a potřeby tiebreaku. Jako třetí žena ovládla turnaje v Madridu a Římě během téže sezóny. Jako hlavní favoritka tak vstupovala do French Open. Na prahu vyřazení se ocitla již ve druhém kole v souboji s Naomi Ósakaovou, se kterou prohrávala ve třetí sadě již 2–5 a 0:30 a následně čelila mečbolu. Šňůrou pěti gamů však průběh otočila a postoupila. V dalších průběhu turnaje již byla suverénní, když ve čtvrtém kole deklasovalo Anastasiji Potapovovou, které nepovolila ani jednu hru. Délkou 40 minut se jednalo o nejkratší utkání v kariéře Polky, a na French Open nejkratší od 32minutového finále v roce 1988 mezi Grafovou a Zverevovou. Mezi poslední osmičkou ztratila jenom dvě hry ve druhém setu proti úřadující wimbledonské vítězce Markétě Vondroušové a v semifinále přehrála vítězku US Open Coco Gauffovou, proti které zvládla jedenáctý duel z dvanácti odehraných. Ve finále pak hladce po 68 minutách porazila Italku Jasmine Paoliniovou. Získala pátý grandslamový triumf, čtvrtý na French Open, čehož ve 23 letech a 8 dnech dosáhla jako nejmladší tenistka. Pařížský hattrick navázala na Selešovou z let 1990–1992 a Justine Heninovou z ročníků 2005–2007. Celkově se stala dvanáctou šampionkou v open éře, která před ziskem grandslamové trofeje v soutěži čelila mečbolu.
Ve Wimbledonu nepostoupila do druhého týdne, když jí ve třetím kole přehrála Kazachstánka Julia Putincevová, čímž ukončila 21zápasovou neporazitelnosti Polky.
Jako hlavní favoritka vstupovala do ženské dvouhry na pařížské olympiádě hraném v areálu French Open. V semifinále překvapivě nestačila na čínskou světovou sedmičku Čeng Čchin-wen, se kterou do té doby vyhrála všech sedm vzájemných zápasů. V areálu Rolanda Garrose držela před utkáním poměr zápasů 38–2 a na jeho dvorcích zůstala bez porážky 25 utkání. V souboji o bronzovou medaili porazila Slovenku Annu Karolínu Schmiedlovou. Stala se vůbec prvním polským medailistou zpod pěti kruhů v tenise a navázala na soulskou olympijskou účast otce Tomasze Świąteka v párové čtyřce. Pro polskou výpravu na LOH 2024 získala čtvrtou medaili, z toho třetí bronzovou.

### 2025: Vítězka Wimbledonu
Do travnaté části sezóny vstupovala až jako osmá hráčka žebříčku, nejníže jako byla postavena od února 2022, když za posledních 52 týdnů ani jednou nepostoupila do finále. To změnila hned Bad Homburg Open po semifinálové výhře nad světovou čtyřkou Jasmine Paoliniovou, čímž dosáhla vůbec první kariérní výhry nad členkou z první světové desítky na trávě. Ve finále byla nad její síly nejvýše nasazená Američanka Jessica Pegulaová. Přesto jí bodový zisk zajistil posun o čtyři pozice zpět do první světové čtyřky.
Do Wimbledonu vstoupila jako osmá nasazená dvousetovou výhrou nad Polinou Kuděrmetovovou. Ve druhém kole otočila po prohrané první sadě souboj s 208. hráčkou světa Caty McNallyovou, ve třetím kole oplatila římskou porážku Danielle Collinsové, v osmifinále jenom pět her povolila Dánce Claře Tausonové, proti níž zvládla i druhý vzájemný duel, a po dvanácté postoupila do čtvrtfinále na grandslamu, čehož dosáhla ve 24 letech jako nejmladší od 20leté Šarapovové. Druhou účast mezi poslední osmičkou ve Wimbledonu proměnila v premiérový postup do semifinále po výhře nad Ljudmilou Samsonovovou. Zkompletovala tak jako čtvrtá aktivní hráčka semifinálové účasti na všech čtyřech grandslamech. V něm nedala šanci nenasazené Belindě Bencicové, jíž povolila jen dva gamy. Ještě drtivě zvítězila ve finále, kde za 57 minut deklasovala Amandu Anisimovovou po setech 6–0 a 6–0. Jednalo se první wimbledonské finále v otevřené éře, v němž šampionka neztratila žádný game, když v předchozí historii grandslamové open éry, datované od roku 1968, vyhrála finále dvěma „kanáry“ pouze  Steffi Grafová na French Open 1988, a na Wimbledonu se tak stalo v rámci amatérské éry v roce 1911. Udržela šestým grandslamovým titulem finálovou neporazitelnost, což se před ní v open éře podařilo jen Margaret Courtové, Monice Selešové a Rogeru Federerovi. Na okruhu WTA Tour získala třiadvacátý titul a vůbec první na trávě, zároveň se stala třináctou aktivní hráčkou s tituly ze všech povrchů, osmou hráčkou s grandslamový triumfy na antuce, trávě i tvrdém povrchu, a jedinou stále aktivní. Ve Wimbledonu triumfovala ve dvouhře jako první reprezentant Polska bez ohledu na pohlaví, když vylepšila finálová maxima krajanek Jadwigy Jędrzejowské (1937) a Agnieszky Radwańské (2012).

## Týmové soutěže

### Juniorský tenis

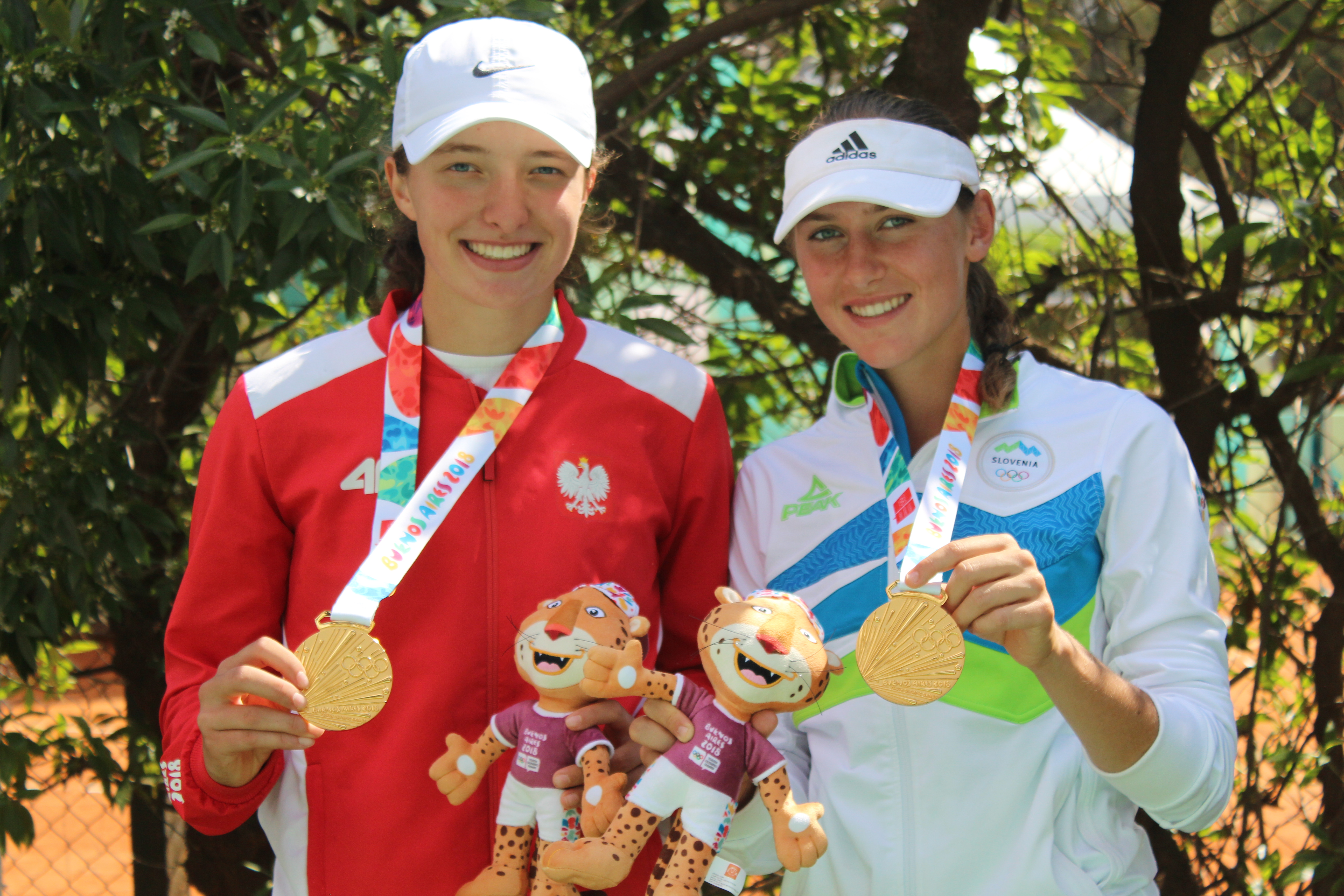
Iga Świąteková (vlevo) a Kaja Juvanová se zlatými medailemi ze čtyřhry Letní olympiády mládeže 2018

V letech 2014 a 2015 reprezentovala Polsko na juniorském světovém finále ITF v kategorii 14letých. V roce 2014 vyhrála všechna svá utkání a týmu pomohla k deváté příčce z šestnácti účastníků. Následující ročník zůstaly polské žákyně v základní skupině neporaženy a prohrály v semifinále. V juniorském Fed Cupu 2016, věkově omezeném do 16 let, vytvořila vítězný tým s Majou Chwalińskou a Stefanií Rogozińskou-Dzikovou. Ve finále proti Spojeným státům americkým porazila Amandu Anisimovovou a ve čtyřhře zdolala s Chwalińskou pár Caty McNallyová a Claire Liuová. Výhrou 2–1 na zápasy získaly Polky po jedenácti letech druhý titul. Poslední účast v juniorském tenise zaznamenala na říjnových Letních olympijských hrách mládeže 2018 v Buenos Aires. Ve čtvrtfinále dvouhry nestačila na Francouzku Claru Burelovou. Z deblové soutěže si odvezla zlato po boku Slovinky Kaji Juvanové, když ve finále triumfovaly nad japonskou dvojicí Juki Naitóová a Nahó Satóová. Obě Japonky porazila již ve finále čtyřhry French Open 2018.

### Billie Jean King Cup
V polském týmu Billie Jean King Cupu debutovala v roce 2018 základním blokem 1. skupiny zóny Evropy a Afriky proti Turecku, v němž s Alicjou Rosolskou prohrály čtyřhru. Polky zvítězily 2:1 na zápasy. Do listopadu 2024 v soutěži nastoupila k deseti mezistátním utkáním s bilancí 9–2 ve dvouhře a 2–1 ve čtyřhře.

### Letní olympijské hry
Na odložených Letních olympijských hrách 2020 v Tokiu reprezentovala Polsko ve dvou soutěžích. Ve dvouhře nejdříve zvládla duel s Němkou Monou Barthelovou z třetí světové stovky. Poté však skončila na raketě Španělky Pauly Badosové z konce první třicítky žebříčku. S Łukaszem Kubotem zasáhla také do smíšené čtyřhry. Ve čtvrtfinále je vyřadili pozdější stříbrní medailisté Jelena Vesninová s Aslanem Karacevem z Ruska.

## Dopingová aféra
V listopadu 2024 oznámila, že měla před srpnovým Cincinnati Open 2024 pozitivní test na trimetazidin. Mezinárodní agentura pro bezúhonnost tenisu přijala vysvětlení polské tenistky, že nedovolenou látku užila neúmyslně, když Świąteková uvedla, že látka se do jejího těla dostala užitím kontaminovaného volně prodejného produktu melatoninu, který užila kvůli problémům s časovým posunem a tím způsobenou poruchou spánku. Zároveň přijala trest v podobě zákazu startu v délce jednoho měsíce, když jeho část si odpykala od 12. září do 4. října a zbytek na přelomu listopadu a prosince.

## Herní styl
Iga Świąteková praktikuje celodvorcový tenis. Do herního pojetí zahrnula střídání rytmu a variaci úderů. Styl se vyznačuje agresivním forhendem a bekhendem, které jsou kontrolovány horní rotací. Svou hru charakterizovala slovy: „tvrdý servis, topspin a bekhend po čáře“. Do hry zakomponovala náběhy na síť, s kvalitními voleji. Nedílnou součástí se staly i kraťasy. Za povedené zkrácení křižným slajsovaným forhendem ze základní čáry, v luganském semifinále proti Kristýně Plíškové, zvítězila ve fanouškovské anketě WTA o úder roku 2019. Za oblíbený povrch uvedla antuku, protože na antukových dvorcích od dětství vyrůstala.

## Trenérské vedení
Prvním koučem v žákovské a juniorské kategorii byl Michał Kaznowski, s nímž spolupracovala do French Open 2016. Fyzickou přípravu vedla přibližně čtyři roky Jolanta Rusinová-Krzepotová do US Open 2019. V létě 2016 se trenérem stal Piotr Sierzputowski. Pod jeho vedením působil v realizačním týmu jako příležitostný poradce bývalý britský tenista a kouč polského daviscupového týmu Nick Brown. V prosinci 2021 oznámila ukončení spolupráce se Sierzputowskim, aby se o měsíc později stal jejím koučem Tomasz Wiktorowski. S ním spolupráci ukončila v říjnu 2024, aby následně oznámila, že jejím novým trenérem bude Wim Fissette. Spolupracuje také s psycholožkou Dariou Abramowiczowou.

## Výběr rekordů
| Turnajové ohraničení           | období    | rekord                                                                   | spoludržitelé   | zdroj   |
| ------------------------------ | --------- | ------------------------------------------------------------------------ | --------------- | ------- |
| Qatar Open – Wimbledon         | 2022      | nejdelší šňůra neporazitelnosti ve 21. století (37 zápasů, 135 dní)      | zůstává sama    | [ 173 ] |
| Indian Wells Open – Miami Open | 2022      | nejmladší hráčka, která zkompletovala Sunshine Double (20 let)           | zůstává sama    | [ 70 ]  |
| Qatar Open                     | 2023      | nejméně ztracených gamů při cestě za titulem WTA v otevřené éře (5 gamů) | zůstává sama    | [ 174 ] |
| Dubai Tennis Championships     | 2023      | nejméně ztracených gamů při cestě do finále turnaje WTA 1000 (9 gamů)    | zůstává sama    | [ 175 ] |
| French Open – Wimbledon        | 2020–2025 | vítězka prvních šesti grandslamových finále dvouhry v otevřené éře       | Monika Selešová | [ 112 ] |

## Ocenění

### 2019
- WTA – Míček roku podle fanoušků[176]

### 2020
- WTA – Hráčka s největším zlepšením[177]
- WTA – Hráčka roku podle fanoušků[178]
- Polsko – Kříž za zásluhy[179]
- Evropská sportovkyně roku – Trofej Evgena Berganta[180]

### 2022
- WTA – Hráčka roku[181]
- WTA – Míček roku podle fanoušků[182]
- ITF – Mistryně světa[183]
- Sportovec roku Polska[184]
- Sportovec roku Evropy[185]
- L'Équipe – Champion of Champions[186]

### 2023
- WTA – Hráčka roku[187]
- Sportovec roku Polska[188]

## Finále na Grand Slamu

### Ženská dvouhra: 6 (6–0)
| Stav    | rok  | turnaj          | povrch | soupeřka ve finále | výsledek      |
| ------- | ---- | --------------- | ------ | ------------------ | ------------- |
| Vítězka | 2020 | French Open     | antuka | Sofia Keninová     | 6–4, 6–1      |
| Vítězka | 2022 | French Open (2) | antuka | Coco Gauffová      | 6–1, 6–3      |
| Vítězka | 2022 | US Open         | tvrdý  | Ons Džabúrová      | 6–2, 7–6(7–5) |
| Vítězka | 2023 | French Open (3) | antuka | Karolína Muchová   | 6–2, 5–7, 6–4 |
| Vítězka | 2024 | French Open (4) | antuka | Jasmine Paoliniová | 6–2, 6–1      |
| Vítězka | 2025 | Wimbledon       | tráva  | Amanda Anisimovová | 6–0, 6–0      |

### Ženská čtyřhra: 1 (0–1)
| Stav       | rok  | turnaj      | povrch | spoluhráčka                 | soupeřky ve finále                    | výsledek |
| ---------- | ---- | ----------- | ------ | --------------------------- | ------------------------------------- | -------- |
| Finalistka | 2021 | French Open | antuka | Bethanie Matteková-Sandsová | Barbora Krejčíková Kateřina Siniaková | 4–6, 2–6 |

## Utkání o olympijské medaile

### Ženská dvouhra: 1 (1 bronzová medaile)
| Stav  | datum         | turnaj         | povrch | soupeřka ve finále        | výsledek |
| ----- | ------------- | -------------- | ------ | ------------------------- | -------- |
| Bronz | 2. srpna 2024 | Paříž, Francie | tráva  | Anna Karolína Schmiedlová | 6–2, 6–1 |

## Finále Turnaje mistryň

### Dvouhra: 1 (1–0)
| Stav    | rok  | turnaj         | povrch | soupeřka ve finále | výsledek |
| ------- | ---- | -------------- | ------ | ------------------ | -------- |
| Vítězka | 2023 | Cancún, Mexiko | tvrdý  | Jessica Pegulaová  | 6–1, 6–0 |

## Finále na okruhu WTA Tour
| Legenda                                           |
| ------------------------------------------------- |
| D – dvouhra; Č – čtyřhra                          |
| Grand Slam (6–0 D; 0–1 Č)                         |
| Turnaj mistryň (1–0 D)                            |
| Premier Mandatory & Premier 5 / WTA 1000 (11–2 D) |
| Premier / WTA 500 (5–2 D)                         |
| International / WTA 250 (1–1 D)                   |

| Finále podle povrchu   |
| ---------------------- |
| tvrdý (13–2 D)         |
| antuka (10–2 D; 0–1 Č) |
| tráva (1–1 D)          |

| Finále podle prostředí |
| ---------------------- |
| venku (22–4 D; 0–1 Č)  |
| hala (2–1 D)           |

### Dvouhra: 29 (24–5)
| Stav       | č.  | datum             | turnaj                                | kategorie      | povrch     | soupeřka ve finále   | výsledek           |
| ---------- | --- | ----------------- | ------------------------------------- | -------------- | ---------- | -------------------- | ------------------ |
| Finalistka | 1.  | 14. dubna 2019    | Lugano, Švýcarsko                     | International  | antuka     | Polona Hercogová     | 3–6, 6–3, 3–6      |
| Vítězka    | 1.  | 10. října 2020    | French Open, Paříž, Francie           | Grand Slam     | antuka     | Sofia Keninová       | 6–4, 6–1           |
| Vítězka    | 2.  | 27. února 2021    | Adelaide, Austrálie                   | WTA 500        | tvrdý      | Belinda Bencicová    | 6–2, 6–2           |
| Vítězka    | 3.  | 16. května 2021   | Řím, Itálie                           | WTA 1000       | antuka     | Karolína Plíšková    | 6–0, 6–0           |
| Vítězka    | 4.  | 26. února 2022    | Dauhá, Katar                          | WTA 1000       | tvrdý      | Anett Kontaveitová   | 6–2, 6–0           |
| Vítězka    | 5.  | 20. března 2022   | Indian Wells, Spojené státy           | WTA 1000       | tvrdý      | Maria Sakkariová     | 6–4, 6–1           |
| Vítězka    | 6.  | 2. dubna 2022     | Miami, Spojené státy                  | WTA 1000       | tvrdý      | Naomi Ósakaová       | 6–4, 6–0           |
| Vítězka    | 7.  | 24. dubna 2022    | Stuttgart, Německo                    | WTA 500        | antuka (h) | Aryna Sabalenková    | 6–2, 6–2           |
| Vítězka    | 8.  | 15. května 2022   | Řím, Itálie (2)                       | WTA 1000       | antuka     | Ons Džabúrová        | 6–2, 6–2           |
| Vítězka    | 9.  | 4. června 2022    | French Open, Paříž, Francie (2)       | Grand Slam     | antuka     | Coco Gauffová        | 6–1, 6–3           |
| Vítězka    | 10. | 10. září 2022     | US Open, New York, Spojené státy      | Grand Slam     | tvrdý      | Ons Džabúrová        | 6–2, 7–6(7–5)      |
| Finalistka | 2.  | 9. října 2022     | Ostrava, Česko                        | WTA 500        | tvrdý (h)  | Barbora Krejčíková   | 7–5, 6–7(4–7), 3–6 |
| Vítězka    | 11. | 16. října 2022    | San Diego, Spojené státy              | WTA 500        | tvrdý      | Donna Vekićová       | 6–3, 3–6, 6–0      |
| Vítězka    | 12. | 18. února 2023    | Dauhá, Katar (2)                      | WTA 1000       | tvrdý      | Jessica Pegulaová    | 6–3, 6–0           |
| Finalistka | 3.  | 25. února 2023    | Dubaj, Spojené arabské emiráty        | WTA 1000       | tvrdý      | Barbora Krejčíková   | 4–6, 2–6           |
| Vítězka    | 13. | 23. dubna 2023    | Stuttgart, Německo (2)                | WTA 500        | antuka (h) | Aryna Sabalenková    | 6–3, 6–4           |
| Finalistka | 4.  | 6. května 2023    | Madrid, Španělsko                     | WTA 1000       | antuka     | Aryna Sabalenková    | 3–6, 6–3, 3–6      |
| Vítězka    | 14. | 10. června 2023   | French Open, Paříž, Francie (3)       | Grand Slam     | antuka     | Karolína Muchová     | 6–2, 5–7, 6–4      |
| Vítězka    | 15. | 30. července 2023 | Varšava, Polsko                       | WTA 250        | tvrdý      | Laura Siegemundová   | 6–0, 6–1           |
| Vítězka    | 16. | 8. října 2023     | Peking, Čína                          | WTA 1000       | tvrdý      | Ljudmila Samsonovová | 6–2, 6–2           |
| Vítězka    | 17. | 6. listopadu 2023 | Turnaj mistryň, Cancún, Mexiko        | Turnaj mistryň | tvrdý      | Jessica Pegulaová    | 6–1, 6–0           |
| Vítězka    | 18. | 18. února 2024    | Dauhá, Katar (3)                      | WTA 1000       | tvrdý      | Jelena Rybakinová    | 7–6(10–8), 6–2     |
| Vítězka    | 19. | 17. března 2024   | Indian Wells, Spojené státy (2)       | WTA 1000       | tvrdý      | Maria Sakkariová     | 6–4, 6–0           |
| Vítězka    | 20. | 4. května 2024    | Madrid, Španělsko                     | WTA 1000       | antuka     | Aryna Sabalenková    | 7–5, 4–6, 7–6(9–7) |
| Vítězka    | 21. | 18. května 2024   | Řím, Itálie (3)                       | WTA 1000       | antuka     | Aryna Sabalenková    | 6–2, 6–3           |
| Vítězka    | 22. | 8. června 2024    | French Open, Paříž, Francie (4)       | Grand Slam     | antuka     | Jasmine Paoliniová   | 6–2, 6–1           |
| Finalistka | 5.  | 28. června 2025   | Bad Homburg, Německo                  | WTA 500        | tráva      | Jessica Pegulaová    | 4–6, 5–7           |
| Vítězka    | 23. | 12. července 2025 | Wimbledon, Londýn, Spojené království | Grand Slam     | tráva      | Amanda Anisimovová   | 6–0, 6–0           |
| Vítězka    | 24. | 18. srpna 2025    | Cincinnati, Spojené státy             | WTA 1000       | tvrdý      | Jasmine Paoliniová   | 7–5, 6–4           |

### Čtyřhra: 1 (0–1)
| Stav       | č.  | datum           | turnaj                      | povrch     | kategorie | spoluhráčka              | soupeřky ve finále                    | výsledek |
| ---------- | --- | --------------- | --------------------------- | ---------- | --------- | ------------------------ | ------------------------------------- | -------- |
| Finalistka | 11. | 13. června 2021 | French Open, Paříž, Francie | Grand Slam | antuka    | Bethanie Mattek-Sandsová | Barbora Krejčíková Kateřina Siniaková | 4–6, 2–6 |

## Finále na okruhu ITF
| Dotace turnajů okruhu ITF | Dotace turnajů okruhu ITF |
| ------------------------- | ------------------------- |
| 100 000 $ tournaments     | 80 000 $ tournaments      |
| 75 000 $ tournaments      | 60 000 $ tournaments      |
| 50 000 $ tournaments      | 25 000 $ tournaments      |
| 15 000 $ tournaments      | 10 000 $ tournaments      |

### Dvouhra: 7 (7–0)
| Stav    | č. | datum          | turnaj                | povrch     | soupeřka ve finále      | výsledek      |
| ------- | -- | -------------- | --------------------- | ---------- | ----------------------- | ------------- |
| Vítězka | 1. | 30. října 2016 | Stockholm, Švédsko    | tvrdý (h)  | Laura-Ioana Andreiová   | 6–4, 6–3      |
| Vítězka | 2. | 18. února 2017 | Bergamo, Itálie       | antuka (h) | Martina di Giuseppeová  | 6–4, 3–6, 6–3 |
| Vítězka | 3. | 7. května 2017 | Győr, Maďarsko        | antuka     | Gabriela Horáčková      | 6–2, 6–2      |
| Vítězka | 4. | 25. února 2018 | Šarm aš-Šajch, Egypt  | tvrdý      | Britt Geukensová        | 6–3, 6–1      |
| Vítězka | 5. | 15. dubna 2018 | Pelham, Spojené státy | antuka     | Allie Kiicková          | 6–2, 6–0      |
| Vítězka | 6. | 1. září 2018   | Budapešť, Maďarsko    | antuka     | Katarina Zavacká        | 6–2, 6–2      |
| Vítězka | 7. | 9. září 2018   | Montreux, Švýcarsko   | antuka     | Kimberley Zimmermannová | 6–2, 6–2      |

### Čtyřhra: 1 (0–1)
| Stav       | č. | datum          | turnaj               | povrch | spoluhráčka         | soupeřky ve finále                  | výsledek |
| ---------- | -- | -------------- | -------------------- | ------ | ------------------- | ----------------------------------- | -------- |
| Finalistka | 1. | 12. února 2018 | Šarm aš-Šajch, Egypt | tvrdý  | Constanze Stepanová | Anna Morginová Valerija Solovjovová | 4–6, 2–6 |

## Finále na juniorském Grand Slamu

### Dvouhra juniorek: 1 (1–0)
| Stav    | rok  | turnaj    | povrch | soupeřka ve finále | výsledek |
| ------- | ---- | --------- | ------ | ------------------ | -------- |
| Vítězka | 2018 | Wimbledon | tráva  | Leonie Küngová     | 6–4, 6–2 |

### Čtyřhra juniorek: 2 (1–1)
| Stav       | rok  | turnaj          | povrch | spoluhráčka     | soupeřky ve finále                      | výsledek      |
| ---------- | ---- | --------------- | ------ | --------------- | --------------------------------------- | ------------- |
| Finalistka | 2017 | Australian Open | tvrdý  | Maja Chwalińská | Bianca Andreescuová Carson Branstineová | 1–6, 6–7(4–7) |
| Vítězka    | 2018 | French Open     | antuka | Caty McNallyová | Juki Naitóová Naho Satóová              | 6–2, 7–5      |

## Chronologie výsledků na Grand Slamu

### Dvouhra
| Turnaj          | 2019    | 2020    | 2021    | 2022    | 2023    | 2024    | 2025  | SR     | V–P    |
| --------------- | ------- | ------- | ------- | ------- | ------- | ------- | ----- | ------ | ------ |
| Australian Open | 2. kolo | 4. kolo | 4. kolo | SF      | 4. kolo | 3. kolo | SF    | 0 / 7  | 22–7   |
| French Open     | 4. kolo | Vítěz   | ČF      | Vítěz   | Vítěz   | Vítěz   | SF    | 4 / 7  | 40–3   |
| Wimbledon       | 1. kolo | NH      | 4. kolo | 3. kolo | ČF      | 3. kolo | Vítěz | 1 / 6  | 18–5   |
| US Open         | 2. kolo | 3. kolo | 4. kolo | Vítěz   | 4. kolo | ČF      |       | 1 / 6  | 20–5   |
| výhry–prohry    | 5–4     | 12–2    | 13–4    | 21–2    | 17–3    | 15–3    | 17–2  | 6 / 26 | 100–20 |

### Čtyřhra
| Turnaj          | 2019    | 2020 | 2021 | 2022 | SR    | V–P  |
| --------------- | ------- | ---- | ---- | ---- | ----- | ---- |
| Australian Open | A       | A    | A    | A    | 0 / 0 | 0–0  |
| French Open     | A       | SF   | F    | A    | 0 / 2 | 9–2  |
| Wimbledon       | A       | NH   | A    | A    | 0 / 0 | 0–0  |
| US Open         | 2. kolo | A    | A    | A    | 0 / 1 | 1–1  |
| výhry–prohry    | 1–1     | 4–1  | 5–1  | 0–0  | 0 / 3 | 10–3 |

| Legenda | Legenda                                   | Legenda | Legenda                     |
| ------- | ----------------------------------------- | ------- | --------------------------- |
| SR      | poměr vyhraných turnajů ku všem odehraným | W–L V–P | výhry–prohry                |
| NH      | daný rok se turnaj nekonal                | A       | turnaje se hráč nezúčastnil |
| Q1 / 1Q | prohra v kole kvalifikace                 | 1k / 1R | prohra v daném kole turnaje |
| ČF / QF | prohra ve čtvrtfinále                     | SF      | prohra v semifinále         |
| F       | prohra ve finále                          | Vítěz   | vítězství v turnaji         |

## Výhry poměrem setů 6–0, 6–0
| Č. | rok  | turnaj                              | kategorie            | povrch    | soupeřka                   | WTA  | fáze                | Świątek |
| -- | ---- | ----------------------------------- | -------------------- | --------- | -------------------------- | ---- | ------------------- | ------- |
| 1. | 2018 | Jackson, Spojené státy              | ITF – 25 000 USD     | antuka    | Vivian Tomová              | —    | 1. kolo kvalifikace | 695.    |
| 2. | 2018 | Jackson, Spojené státy              | ITF – 25 000 USD     | antuka    | Alessandra Crumpová        | —    | 2. kolo kvalifikace | 695.    |
| 3. | 2018 | Pelham, Spojené státy               | ITF – 25 000 USD     | antuka    | Andrea Renee Villarrealová | 886. | 3. kolo kvalifikace | 692.    |
| 4. | 2021 | Internazionali BNL d'Italia, Itálie | WTA 1000             | antuka    | Karolína Plíšková          | 9.   | finále              | 15.     |
| 5. | 2022 | Billie Jean King Cup, Polsko        | Billie Jean King Cup | tvrdý (h) | Andreea Prisăcariuová      | 324. | kvalifikace         | 1.      |
| 6. | 2023 | Internazionali BNL d'Italia, Itálie | WTA 1000             | antuka    | Anastasija Pavljučenkovová | 506. | 2. kolo             | 1.      |
| 7. | 2023 | French Open, Francie                | Grand Slam           | antuka    | Wang Sin-jü                | 80.  | 3. kolo             | 1.      |
| 8. | 2024 | French Open, Francie                | Grand Slam           | antuka    | Anastasija Potapovová      | 41.  | 4. kolo             | 1.      |
| 9. | 2025 | Wimbledon, Spojené království       | Grand Slam           | tvrdý     | Amanda Anisimovová         | 12.  | finále              | 4.      |

## Vítězství nad hráčkami Top 10
Přehled
| Sezóna    | 2020 | 2021 | 2022 | 2023 | 2024 | 2025 | Celkem |
| --------- | ---- | ---- | ---- | ---- | ---- | ---- | ------ |
| Vítězství | 2    | 3    | 15   | 13   | 11   | 8    | 52     |

Vítězství
| Č.                                     | hráčka top 10       | WTA | turnaj                                  | povrch     | fáze             | skóre                    | IŚ  |
| -------------------------------------- | ------------------- | --- | --------------------------------------- | ---------- | ---------------- | ------------------------ | --- |
| Sezóna 2020                            |                     |     |                                         |            |                  |                          |     |
| 1.                                     | Simona Halepová     | 2.  | French Open, Paříž, Francie             | antuka     | 4. kolo          | 6–1, 6–2                 | 54. |
| 2.                                     | Sofia Keninová      | 6.  | French Open, Paříž, Francie             | antuka     | finále           | 6–4, 6–1                 | 54. |
| Sezóna 2021                            |                     |     |                                         |            |                  |                          |     |
| 3.                                     | Elina Svitolinová   | 6.  | Řím, Itálie                             | antuka     | čtvrtfinále      | 6–2, 7–5                 | 15. |
| 4.                                     | Karolína Plíšková   | 9.  | Řím, Itálie                             | antuka     | finále           | 6–0, 6–0                 | 15. |
| 5.                                     | Paula Badosová      | 10. | WTA Finals, Guadalajara, Mexiko         | tvrdý      | základní skupina | 7–5, 6–4                 | 9.  |
| Sezóna 2022                            |                     |     |                                         |            |                  |                          |     |
| 6.                                     | Aryna Sabalenková   | 2.  | Dauhá, Katar                            | tvrdý      | čtvrtfinále      | 6–2, 6–3                 | 8.  |
| 7.                                     | Maria Sakkariová    | 6.  | Dauhá, Katar                            | tvrdý      | semifinále       | 6–4, 6–3                 | 8.  |
| 8.                                     | Anett Kontaveitová  | 7.  | Dauhá, Katar                            | tvrdý      | finále           | 6–2, 6–0                 | 8.  |
| 9.                                     | Maria Sakkariová    | 6.  | Indian Wells, Spojené státy             | tvrdý      | finále           | 6–4, 6–1                 | 4.  |
| 10.                                    | Aryna Sabalenková   | 4.  | Stuttgart, Německo                      | antuka (h) | finále           | 6–2, 6–2                 | 1.  |
| 11.                                    | Aryna Sabalenková   | 8.  | Řím, Itálie                             | antuka     | semifinále       | 6–2, 6–1                 | 1.  |
| 12.                                    | Ons Džabúrová       | 8.  | Řím, Itálie                             | antuka     | finále           | 6–2, 6–2                 | 1.  |
| 13.                                    | Jessica Pegulaová   | 8.  | US Open, New York, Spojené státy        | tvrdý      | čtvrtfinále      | 6–3, 7–6(7–4)            | 1.  |
| 14.                                    | Aryna Sabalenková   | 6.  | US Open, New York, Spojené státy        | tvrdý      | semifinále       | 3–6, 6–1, 6–4            | 1.  |
| 15.                                    | Ons Džabúrová       | 5.  | US Open, New York, Spojené státy        | tvrdý      | finále           | 6–2, 7–6(7–5)            | 1.  |
| 16.                                    | Coco Gauffová       | 8.  | San Diego, Spojené státy                | tvrdý      | čtvrtfinále      | 6–0, 6–3                 | 1.  |
| 17.                                    | Jessica Pegulaová   | 6.  | San Diego, Spojené státy                | tvrdý      | semifinále       | 4–6, 6–2, 6–2            | 1.  |
| 18.                                    | Darja Kasatkinová   | 8.  | WTA Finals, Fort Worth, Spojené státy   | tvrdý (h)  | základní skupina | 6–2, 6–3                 | 1.  |
| 19.                                    | Caroline Garciaová  | 6.  | WTA Finals, Fort Worth, Spojené státy   | tvrdý (h)  | základní skupina | 6–3, 6–2                 | 1.  |
| 20.                                    | Coco Gauffová       | 4.  | WTA Finals, Fort Worth, Spojené státy   | tvrdý (h)  | základní skupina | 6–3, 6–0                 | 1.  |
| Sezóna 2023                            |                     |     |                                         |            |                  |                          |     |
| 21.                                    | Jessica Pegulaová   | 4.  | Dauhá, Katar                            | tvrdý      | finále           | 6–3, 6–0                 | 1.  |
| 22.                                    | Coco Gauffová       | 6.  | Dubaj, Spojené arabské emiráty          | tvrdý      | semifinále       | 6–4, 6–2                 | 1.  |
| 23.                                    | Ons Džabúrová       | 4.  | Stuttgart, Německo                      | antuka (h) | semifinále       | 3–0skreč                 | 1.  |
| 24.                                    | Aryna Sabalenková   | 2.  | Stuttgart, Německo                      | antuka (h) | finále           | 6–3, 6–4                 | 1.  |
| 25.                                    | Coco Gauffová       | 6.  | French Open, Paříž, Francie             | antuka     | čtvrtfinále      | 6–4, 6–2                 | 1.  |
| 26.                                    | Markéta Vondroušová | 10. | Cincinnati, Spojené státy               | tvrdý      | čtvrtfinále      | 7–6(7–3), 6–2            | 1.  |
| 27.                                    | Caroline Garciaová  | 10. | Peking, Čína                            | tvrdý      | čtvrtfinále      | 6–7(8–10), 7–6(7–5), 6–1 | 2.  |
| 28.                                    | Coco Gauffová       | 3.  | Peking, Čína                            | tvrdý      | semifinále       | 6–2, 6–3                 | 2.  |
| 24.                                    | Markéta Vondroušová | 6.  | Turnaj mistryň, Cancún, Mexiko          | tvrdý      | základní skupina | 7–6(7–3), 6–0            | 2.  |
| 30.                                    | Coco Gauffová       | 3.  | Turnaj mistryň, Cancún, Mexiko          | tvrdý      | základní skupina | 6–0, 7–5                 | 2.  |
| 31.                                    | Ons Džabúrová       | 7.  | Turnaj mistryň, Cancún, Mexiko          | tvrdý      | základní skupina | 6–1, 6–2                 | 2.  |
| 32.                                    | Aryna Sabalenková   | 1.  | Turnaj mistryň, Cancún, Mexiko          | tvrdý      | semifinále       | 6–3, 6–2                 | 2.  |
| 33.                                    | Jessica Pegulaová   | 5.  | Turnaj mistryň, Cancún, Mexiko          | tvrdý      | finále           | 6–1, 6–0                 | 2.  |
| Sezóna 2024                            |                     |     |                                         |            |                  |                          |     |
| 34.                                    | Jelena Rybakinová   | 4.  | Dauhá, Katar                            | tvrdý      | finále           | 7–6(10–8), 6–2           | 1.  |
| 35.                                    | Čeng Čchin-wen      | 7.  | Dubaj, Spojené arabské emiráty          | tvrdý      | čtvrtfinále      | 6–3, 6–2                 | 1.  |
| 36.                                    | Maria Sakkariová    | 9.  | Indian Wells, Spojené státy             | tvrdý      | finále           | 6–4, 6–0                 | 1.  |
| 37.                                    | Aryna Sabalenková   | 2.  | Madrid, Španělsko                       | antuka     | finále           | 7–5, 4–6, 7–6(9–7)       | 1.  |
| 38.                                    | Coco Gauffová       | 3.  | Řím, Itálie                             | antuka     | semifinále       | 6–4, 6–3                 | 1.  |
| 39.                                    | Aryna Sabalenková   | 2.  | Řím, Itálie                             | antuka     | finále           | 6–2, 6–3                 | 1.  |
| 40.                                    | Markéta Vondroušová | 6.  | French Open, Paříž, Francie             | antuka     | čtvrtfinále      | 6–0, 6–2                 | 1.  |
| 41.                                    | Coco Gauffová       | 3.  | French Open, Paříž, Francie             | antuka     | semifinále       | 6–2, 6–4                 | 1.  |
| 42.                                    | Danielle Collinsová | 9.  | LOH – Paříž, Francie                    | antuka     | čtvrtfinále      | 6–1, 2–6, 4–1 skreč      | 1.  |
| 43.                                    | Darja Kasatkinová   | 9.  | Turnaj mistryň, Rijád, Saúdská Arábie   | tvrdý (h)  | základní skupina | 6–1, 6–0                 | 2.  |
| 44.                                    | Jasmine Paoliniová  | 4.  | Billie Jean King Cup, Málaga, Španělsko | tvrdý (h)  | semifinále       | 3–6, 6–4, 6–4            | 2.  |
| Sezóna 2025                            |                     |     |                                         |            |                  |                          |     |
| 45.                                    | Jelena Rybakinová   | 6.  | United Cup, Sydney, Austrálie           | tvrdý      | semifinále       | 7–6(7–5), 6–4            | 2.  |
| 46.                                    | Emma Navarrová      | 8.  | Australian Open, Melbourne, Austrálie   | tvrdý      | čtvrtfinále      | 6–1, 6–2                 | 2.  |
| 47.                                    | Jelena Rybakinová   | 8.  | Dauhá, Katar                            | tvrdý      | čtvrtfinále      | 6–2, 7–5                 | 2.  |
| 48.                                    | Čeng Čchin-wen      | 9.  | Indian Wells, Spojené státy             | tvrdý      | čtvrtfinále      | 6–3, 6–3                 | 2.  |
| 49.                                    | Madison Keysová     | 5.  | Madrid, Španělsko                       | antuka     | čtvrtfinále      | 0–6, 6–3, 6–2            | 2.  |
| 50.                                    | Jasmine Paoliniová  | 4.  | Bad Homburg, Německo                    | tráva      | semifinále       | 6–1, 6–3                 | 8.  |
| 51.                                    | Jelena Rybakinová   | 10. | Cincinnati, Spojené státy               | tvrdý      | semifinále       | 7–5, 6–3                 | 3.  |
| 52.                                    | Jasmine Paoliniová  | 9.  | Cincinnati, Spojené státy               | tvrdý      | finále           | 7–5, 6–4                 | 3.  |
| výhra nad úřadující světovou jedničkou |                     |     |                                         |            |                  |                          |     |

## Série neporazitelnosti

### 37zápasová neporazitelnost (2022)
| Č.     | turnaj                      | kategorie            | začátek         | povrch     | kolo        | soupeřka                          | WTA  | výsledek           | Świątek |
| ------ | --------------------------- | -------------------- | --------------- | ---------- | ----------- | --------------------------------- | ---- | ------------------ | ------- |
| prohra | Dubai Tennis Championships  | WTA 500              | 14. února 2022  | tvrdý      | 2. kolo     | Jeļena Ostapenková                | 21.  | 6–4, 1–6, 6–7(4–7) | 9.      |
| 1.     | Qatar TotalEnergies Open    | WTA 1000             | 21. února 2022  | tvrdý      | 2. kolo     | Viktorija Golubicová              | 36.  | 6–2, 3–6, 6–2      | 8.      |
| 2.     | Qatar TotalEnergies Open    | WTA 1000             | 21. února 2022  | tvrdý      | 3. kolo     | Darja Kasatkinová                 | 28.  | 6–3, 6–0           | 8.      |
| 3.     | Qatar TotalEnergies Open    | WTA 1000             | 21. února 2022  | tvrdý      | čtvrtfinále | Aryna Sabalenková (1)             | 2.   | 6–2, 6–3           | 8.      |
| 4.     | Qatar TotalEnergies Open    | WTA 1000             | 21. února 2022  | tvrdý      | semifinále  | Maria Sakkariová (6)              | 6.   | 6–4, 6–3           | 8.      |
| 5.     | Qatar TotalEnergies Open    | WTA 1000             | 21. února 2022  | tvrdý      | finále (1)  | Anett Kontaveitová (4)            | 7    | 6–2, 6–0           | 8.      |
| 6.     | BNP Paribas Open            | WTA 1000             | 7. března 2022  | tvrdý      | 2. kolo     | Anhelina Kalininová               | 50.  | 5–7, 6–0, 6–1      | 4.      |
| 7.     | BNP Paribas Open            | WTA 1000             | 7. března 2022  | tvrdý      | 3. kolo     | Clara Tausonová (29)              | 40.  | 6–7(3–7), 6–2, 6–1 | 4.      |
| 8.     | BNP Paribas Open            | WTA 1000             | 7. března 2022  | tvrdý      | 4. kolo     | Angelique Kerberová (15)          | 16.  | 4–6, 6–2, 6–3      | 4.      |
| 9.     | BNP Paribas Open            | WTA 1000             | 7. března 2022  | tvrdý      | čtvrtfinále | Madison Keysová (25)              | 29.  | 6–1, 6–0           | 4.      |
| 10.    | BNP Paribas Open            | WTA 1000             | 7. března 2022  | tvrdý      | semifinále  | Simona Halepová (24)              | 26.  | 7–6(8–6), 6–4      | 4.      |
| 11.    | BNP Paribas Open            | WTA 1000             | 7. března 2022  | tvrdý      | finále (2)  | Maria Sakkariová (6)              | 6.   | 6–4, 6–1           | 4.      |
| 12.    | Miami Open                  | WTA 1000             | 21. března 2022 | tvrdý      | 2. kolo     | Viktorija Golubicová              | 42.  | 6–2, 6–0           | 2.      |
| 13.    | Miami Open                  | WTA 1000             | 21. března 2022 | tvrdý      | 3. kolo     | Madison Brengleová                | 59.  | 6–0, 6–3           | 2.      |
| 14.    | Miami Open                  | WTA 1000             | 21. března 2022 | tvrdý      | 4. kolo     | Coco Gauffová (14)                | 17.  | 6–3, 6–1           | 2.      |
| 15.    | Miami Open                  | WTA 1000             | 21. března 2022 | tvrdý      | čtvrtfinále | Petra Kvitová (28)                | 32.  | 6–3, 6–3           | 2.      |
| 16.    | Miami Open                  | WTA 1000             | 21. března 2022 | tvrdý      | semifinále  | Jessica Pegulaová (16)            | 21.  | 6–2, 7–5           | 2.      |
| 17.    | Miami Open                  | WTA 1000             | 21. března 2022 | tvrdý      | finále (3)  | Naomi Ósakaová                    | 77.  | 6–4, 6–0           | 2.      |
| 18.    | Billie Jean King Cup        | Billie Jean King Cup | 15. dubna 2022  | tvrdý (h)  | kvalifikace | Mihaela Buzărnescuová             | 123. | 6–1, 6–0           | 1.      |
| 19.    | Billie Jean King Cup        | Billie Jean King Cup | 15. dubna 2022  | tvrdý (h)  | kvalifikace | Andreea Prisăcariuová             | 324. | 6–0, 6–0           | 1.      |
| 20.    | Porsche Tennis Grand Prix   | WTA 500              | 18. dubna 2022  | antuka (h) | 2. kolo     | Eva Lysová (Q)                    | 342. | 6–1, 6–1           | 1.      |
| 21.    | Porsche Tennis Grand Prix   | WTA 500              | 18. dubna 2022  | antuka (h) | čtvrtfinále | Emma Raducanuová (8)              | 12.  | 6–4, 6–4           | 1.      |
| 22.    | Porsche Tennis Grand Prix   | WTA 500              | 18. dubna 2022  | antuka (h) | semifinále  | Ljudmila Samsonovová              | 31.  | 6–7(4–7), 6–4, 7–5 | 1.      |
| 23.    | Porsche Tennis Grand Prix   | WTA 500              | 18. dubna 2022  | antuka (h) | finále (4)  | Aryna Sabalenková (3)             | 4.   | 6–2, 6–2           | 1.      |
| 24.    | Internazionali BNL d'Italia | WTA 1000             | 9. května 2022  | antuka     | 2. kolo     | Elena-Gabriela Ruseová (LL)       | 57.  | 6–3, 6–0           | 1.      |
| 25.    | Internazionali BNL d'Italia | WTA 1000             | 9. května 2022  | antuka     | 3. kolo     | Viktoria Azarenková (16)          | 16.  | 6–4, 6–1           | 1.      |
| 26.    | Internazionali BNL d'Italia | WTA 1000             | 9. května 2022  | antuka     | čtvrtfinále | Bianca Andreescuová (PR)          | 90.  | 7–6(7–2), 6–0      | 1.      |
| 27.    | Internazionali BNL d'Italia | WTA 1000             | 9. května 2022  | antuka     | semifinále  | Aryna Sabalenková (3)             | 8.   | 6–2, 6–1           | 1.      |
| 28.    | Internazionali BNL d'Italia | WTA 1000             | 9. května 2022  | antuka     | finále (5)  | Ons Džabúrová (9)                 | 7.   | 6–2, 6–2           | 1.      |
| 29.    | French Open                 | Grand Slam           | 23. května 2022 | antuka     | 1. kolo     | Lesja Curenková (Q)               | 119. | 6–2, 6–0           | 1.      |
| 30.    | French Open                 | Grand Slam           | 23. května 2022 | antuka     | 2. kolo     | Alison Riske-Amritrajová          | 43.  | 6–0, 6–2           | 1.      |
| 31.    | French Open                 | Grand Slam           | 23. května 2022 | antuka     | 3. kolo     | Danka Kovinićová                  | 95.  | 6–3, 7–5           | 1.      |
| 32.    | French Open                 | Grand Slam           | 23. května 2022 | antuka     | 4. kolo     | Čeng Čchin-wen                    | 74.  | 6–7(5–7), 6–0, 6–2 | 1.      |
| 33.    | French Open                 | Grand Slam           | 23. května 2022 | antuka     | čtvrtfinále | Jessica Pegulaová (11)            | 11.  | 6–3, 6–2           | 1.      |
| 34.    | French Open                 | Grand Slam           | 23. května 2022 | antuka     | semifinále  | Darja Kasatkinová (20)            | 20.  | 6–2, 6–1           | 1.      |
| 35.    | French Open                 | Grand Slam           | 23. května 2022 | antuka     | finále (6)  | Coco Gauffová (18)                | 23.  | 6–1, 6–3           | 1.      |
| 36.    | Wimbledon                   | Grand Slam           | 27. června 2022 | tráva      | 1. kolo     | Jana Fettová (Q)                  | 254. | 6–0, 6–3           | 1.      |
| 37.    | Wimbledon                   | Grand Slam           | 27. června 2022 | tráva      | 2. kolo     | Lesley Pattinama Kerkhoveová (LL) | 138. | 6–4, 4–6, 6–3      | 1.      |
| prohra | Wimbledon                   | Grand Slam           | 27. června 2022 | tráva      | 3. kolo     | Alizé Cornetová                   | 37.  | 4–6, 2–6           | 1.      |